# Bermeo
La città di Bermeo è un comune spagnolo nella provincia di Biscaglia, nella comunità autonoma dei Paesi Baschi. È la città più popolosa, e capoluogo, insieme a Guernica, della comarca di Busturialdea, con oltre 17.000 abitanti. Fondata nel 1236, la città ebbe il titolo di Cabeza de Vizcaya dal 1476 al 1602, per essere la principale città della Signoria di Biscaglia.
La città moderna ha una forte tradizione marinara, essendo la sua economia basata in gran parte sulla pesca e sull'industria conserviera (pesce in scatola).
Tra le varie attrazioni turistiche vi sono: l'eremo di San Juan de Gaztelugatxe, la torre Ercilla, che ospita il museo del pescatore, la Porta di San Giovanni, il centro storico ed il porto, sia commerciale che turistico.

## Geografia fisica

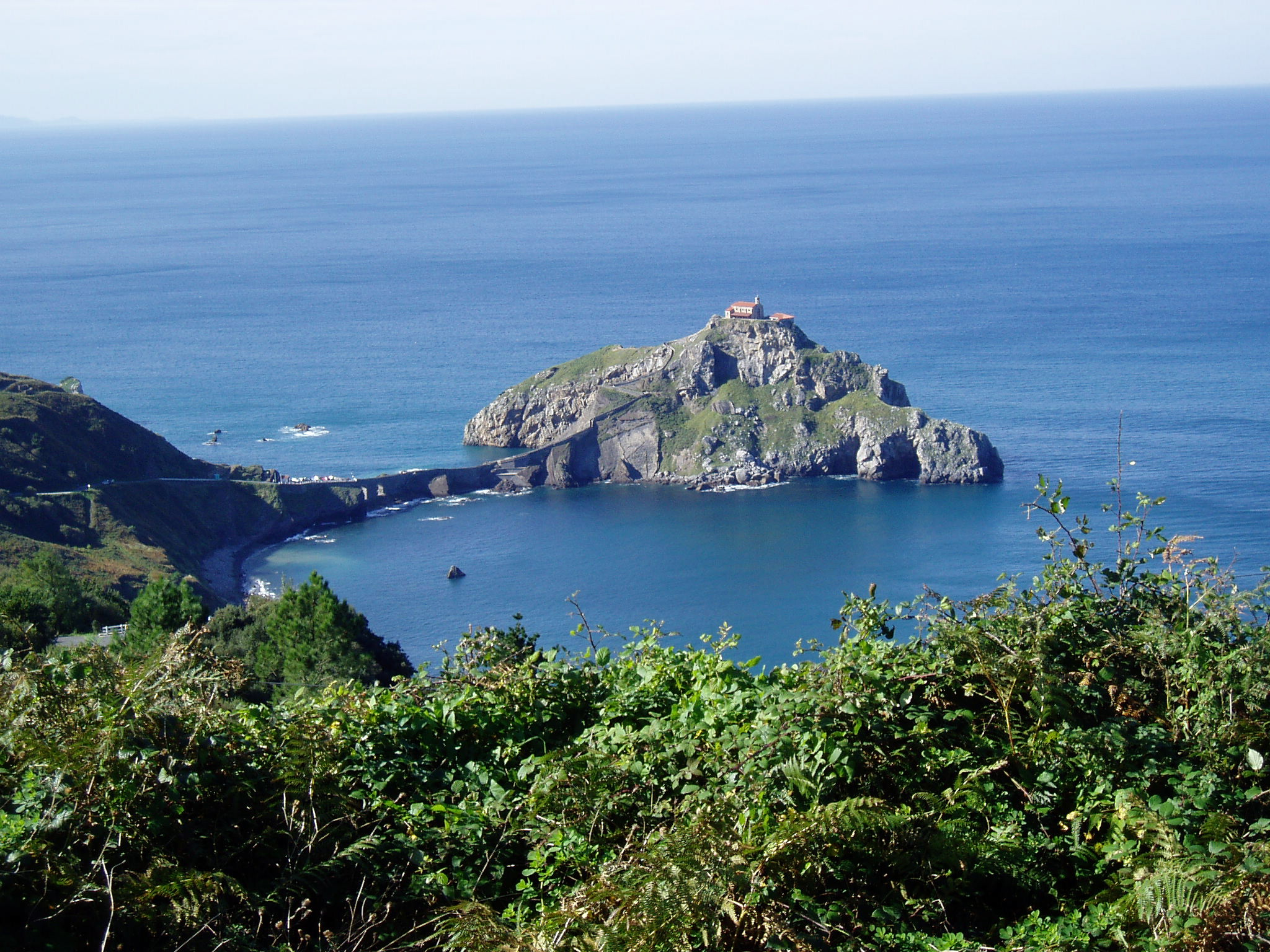
San Juan di Gaztelugatxe

Entro i confini del comune si trovano alcuni dei luoghi più noti della costa di Biscaglia come il capo Matxitxako, l'isola di Izaro, l'isola di Akatz e di San Juan de Gaztelugatxe. Le spiagge principali della località sono quelle di Aritzatxu e Arribolas.

### Orografia
Bermeo occupa terreno fortemente accidentato. Da un lato, le pendici del Monte Sollube declinano progressivamente sul mare. La consistenza dei materiali che compongono il suolo, molto duri, ha dato origine a una linea costiera articolata e scoscesa, che presenta dirupi rocciosi che arrivano ai 100 metri di altezza, e masse di roccia isolate nel mare, come nel caso di San Juan de Gaztelugatxe, e delle isole di Izaro e Akatz. La costa presenta anche piccole insenature, come quella che conduce al porto di Bermeo e si conclude a Matxitxako. All'interno il paesaggio è irregolare, spesso con forti pendenze. Le vette più importanti sono: Sollube (69 m) e Burgoa (452 m).

### Idrografia
La vicinanza con la costa e le ripide pendici spiegano il corso accidentato dei fiumi che attraversano il comune. Da evidenziare sono: Akaga, Arronategi ed Etxebarria.

### Clima
Bermeo, come tutte le località affacciate sul golfo di Biscaglia nei Paesi Baschi, presenta un clima oceanico. Le piogge sono distribuite durante tutto l'anno, più abbondanti in primavera e in autunno (novembre / dicembre). Le temperature sono generalmente miti, con inverni poco freddi ed estati non eccessivamente calde. La temperatura massima misurata nella zona fu di circa 42 °C e la minima storica -8,6 °C. La temperatura minima media annuale è di circa 9 °C e la massima di circa 19 °C.
| Parametri climatici medi di Bermeo   | Parametri climatici medi di Bermeo | Parametri climatici medi di Bermeo | Parametri climatici medi di Bermeo | Parametri climatici medi di Bermeo | Parametri climatici medi di Bermeo | Parametri climatici medi di Bermeo | Parametri climatici medi di Bermeo | Parametri climatici medi di Bermeo | Parametri climatici medi di Bermeo | Parametri climatici medi di Bermeo | Parametri climatici medi di Bermeo | Parametri climatici medi di Bermeo | Parametri climatici medi di Bermeo |
| Mese                                 | Gen                                | Feb                                | Mar                                | Apr                                | Mag                                | Giu                                | Lug                                | Ago                                | Set                                | Ott                                | Nov                                | Dic                                | Anno                               |
| ------------------------------------ | ---------------------------------- | ---------------------------------- | ---------------------------------- | ---------------------------------- | ---------------------------------- | ---------------------------------- | ---------------------------------- | ---------------------------------- | ---------------------------------- | ---------------------------------- | ---------------------------------- | ---------------------------------- | ---------------------------------- |
| Media della temperatura massima (°C) | 13                                 | 15                                 | 16                                 | 17                                 | 20                                 | 23                                 | 25                                 | 26                                 | 24                                 | 20                                 | 16                                 | 14                                 | 19                                 |
| Media della temperatura minima (°C)  | 5                                  | 5                                  | 6                                  | 7                                  | 10                                 | 13                                 | 15                                 | 15                                 | 13                                 | 10                                 | 7                                  | 6                                  | 9                                  |
| Piovosità (mm)                       | 126                                | 97                                 | 94                                 | 124                                | 90                                 | 64                                 | 62                                 | 82                                 | 74                                 | 121                                | 141                                | 116                                | 1195                               |
| Fonte: AEM                           |                                    |                                    |                                    |                                    |                                    |                                    |                                    |                                    |                                    |                                    |                                    |                                    |                                    |

## Storia

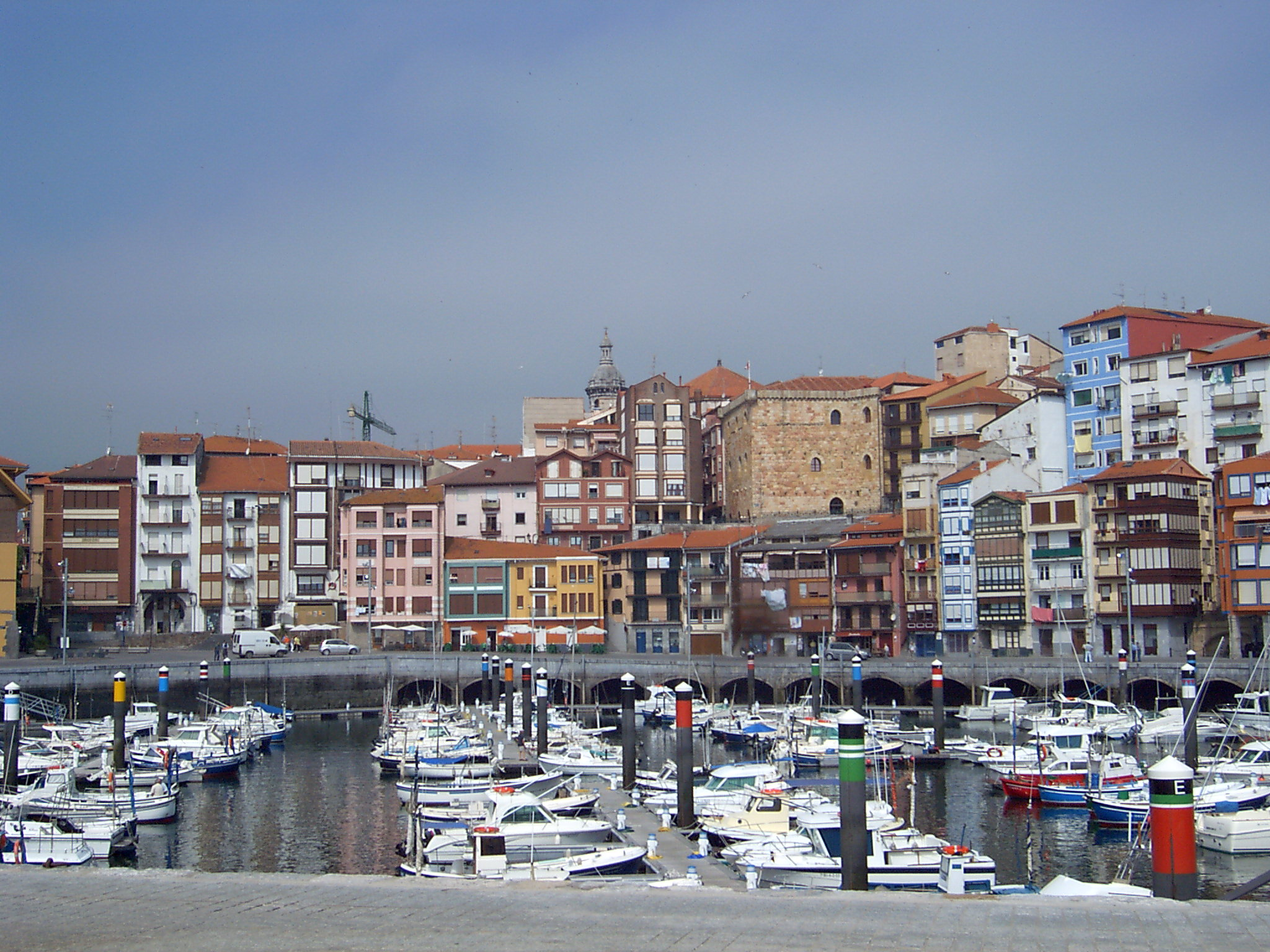
Porto di pesca di Bermeo

La prima notizia documentata riguarda la donazione di Bermeo da parte del primo Signore di Biscaglia, Don lñigo López "Ezkerra" e sua moglie Doña Toda, al monastero di San Juan de la Peña nel 1051. Anni dopo, nel 1082, viene ancora citato il nome di Bermeo nella donazione da parte del secondo Signore, Don Lope lñiguez, e sua moglie Doña Tecla, della chiesa di "Sancti Michaelis Arcangeli in Portu de Vermelio" al monastero di San Millán de la Cogolla. Questi documenti parlano dell'antichità di Bermeo, che potrebbe risalire ad epoche precedenti. Alcune leggende narrano della fondazione del porto antico di Amanos en Tubal 150 anni dopo il diluvio universale (Tubal era un discendente di Noè), oppure della fondazione da parte dei Romani nel I secolo d.C., sotto il regno dell'imperatore Vespasiano.
Don Lope Díaz II de Haro, signore di Biscaglia, fondò "Villa de Bermeo" in una data compresa tra il 124 e il 1239, mentre nel 1285, Lope Díaz III de Haro, l'ottavo Signore, ampliò i confini giurisdizionali migliorando le condizioni della città, così come fece successivamente Tello di Castiglia, Signore di Biscaglia, che nel 1353 mise sotto la giurisdizione di Bermeo i porti di Arketa e Portuondo. Nel 1296 Bermeo passò a far parte della "Hermandad de las Villas de la Marina de Castilla con Vitoria o Hermandad de las Marismas", federazione che riuniva i principali porti del mar Cantabrico.
Riferendosi a Bermeo, un documento del 1269 descrive nei particolari "5 capanne" in riva al mare, segno che la pesca era ancora un'attività solamente stagionale. Il documento cita anche altri due piccoli porti chiamati Arcaeta e Portuondo, probabilmente alla foce del fiume Mundaka. Bermeo e le altre città costiere divennero centri commerciali e peschieri sempre più importanti, anche a causa dell'epidemia di peste nera avvenuta tra l'estate e l'autunno del 1348 in tutta Europa.
Diversi Signori di Biscaglia, e talvolta anche Re castigliani confermarono i diritti e i privilegi della Villa nella Chiesa di Santa Eufemia. Tra questi, anche Ferdinando II di Aragona, che il 31 luglio 1476 confermò la città "Testa di Biscaglia", titolo che Bermeo aveva a lungo detenuto e che gli fu tolto nel 1602 dopo un lungo processo proposto dai fondatori di Bilbao e le altre istituzioni della signoria.  Bermeo non si rassegnò tanto che, anche se simbolicamente, ancora detiene questo titolo.

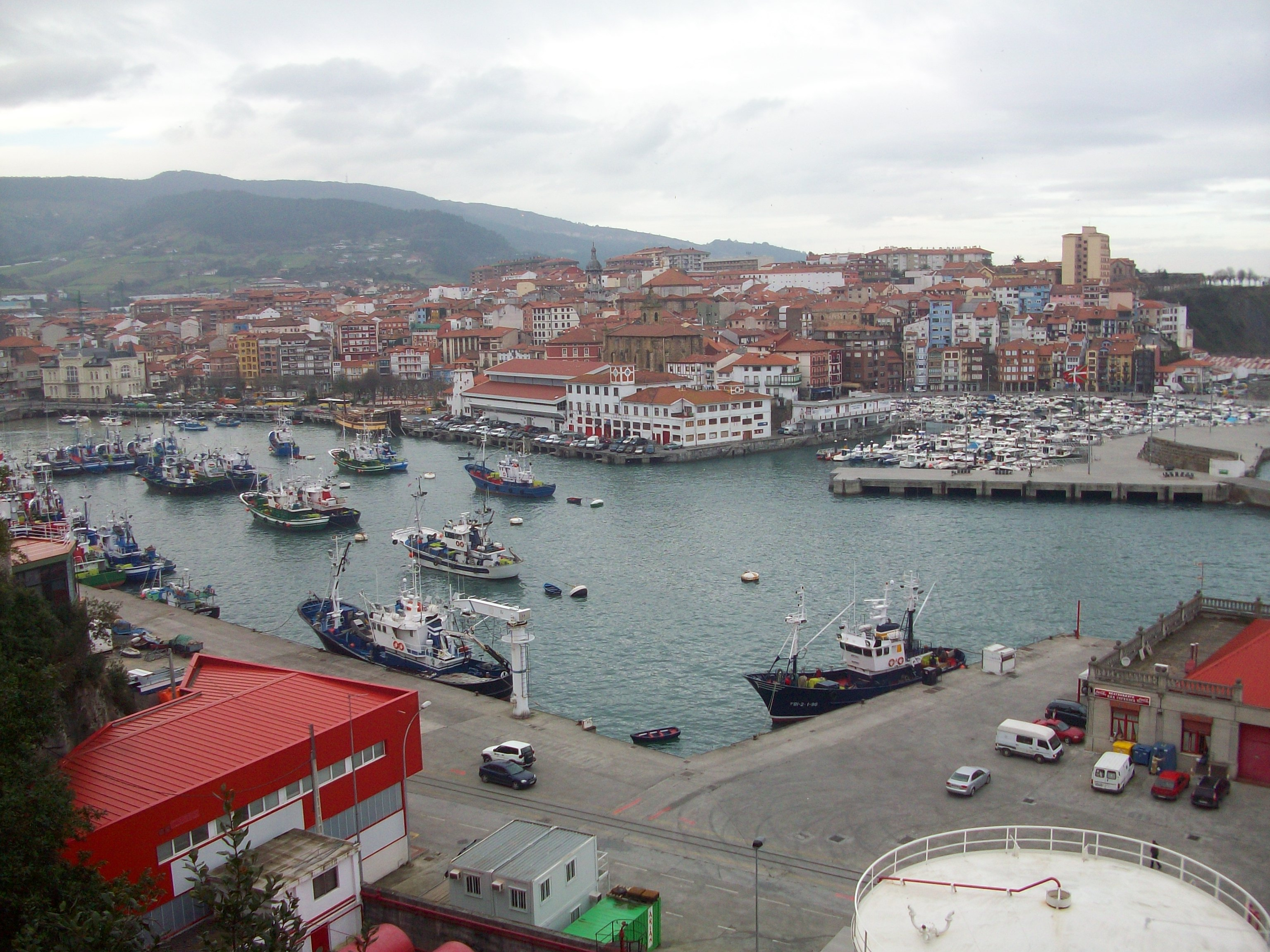
Panoramica di Bermeo.

Tuttavia, il mantenimento del primato Bermeo sulle altre ville si tradusse nel diritto di prima votazione e scranno nelle Assemblee, e nel fatto che quando parlavano i loro procuratori gli altri che erano nella giunta scoprivano le loro teste. Attualmente, la testa barbuta del vecchio che è presente nel suo stemma, rispecchia il titolo portato via.
L'importanza che aveva Bermeo può essere derivata da molti privilegi ed esenzioni che aveva ottenuto dai signori e re. I vari incendi che distrussero la città bruciarono tutti questi documenti, sebbene si conoscano perfettamente il numero e le date delle concessioni. Questo dimostra il prestigio e i favori che ha ottenuto la città .
Le lotte tra fazioni basche turbarono la vita del Bermeo nel XV secolo, e insieme con gli incendi dei secoli precedenti (in particolare negli anni 1297, 1347,1,36 mille, 1422) causò la diminuzione costante della popolazione.

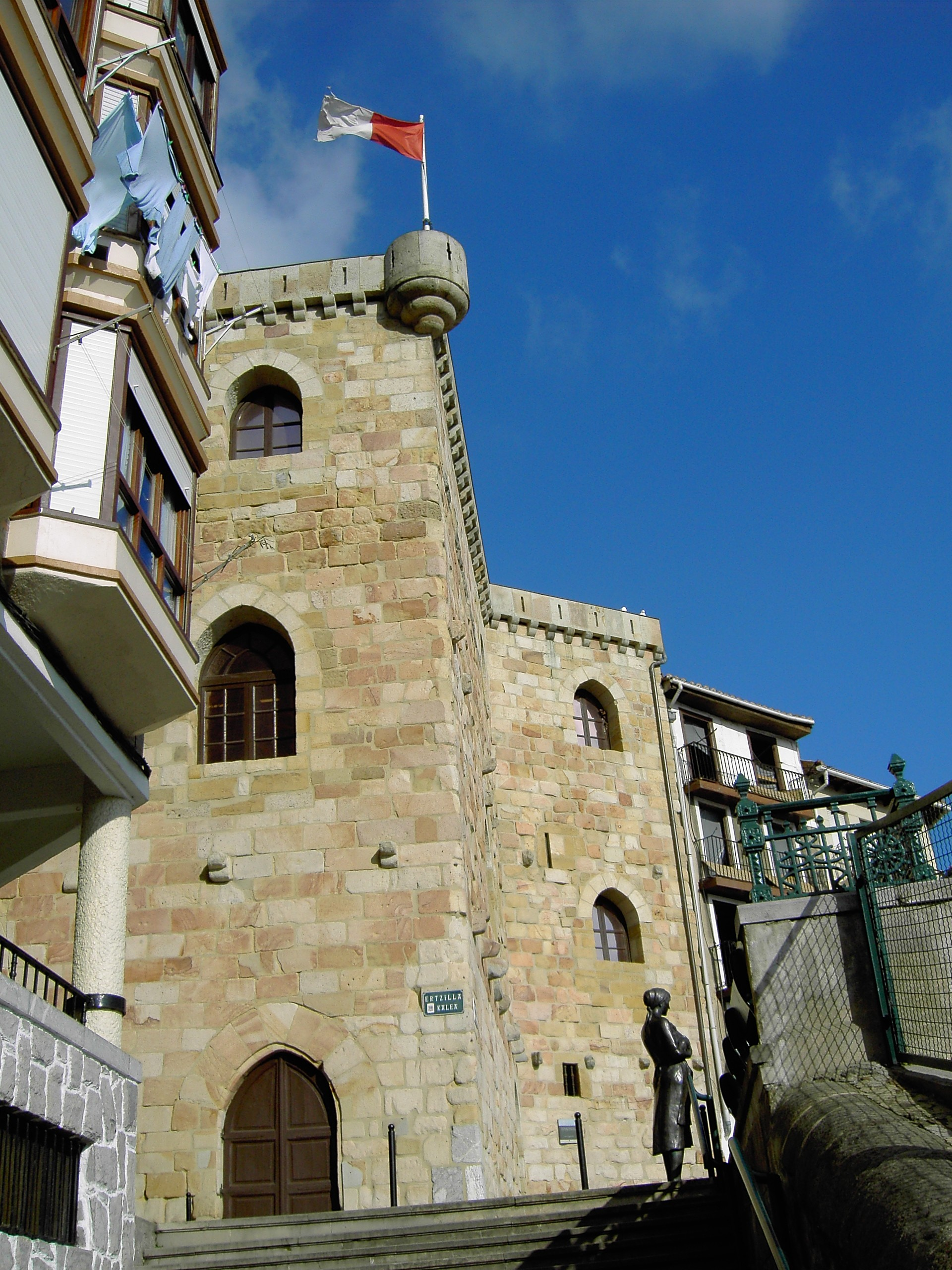
Torre Ercilla

Anche la fondazione della città di Bilbao nel 1300 ha contribuito in modo significativo al declino di Bermeo.
Più tardi, nuovi incendi, uno dei quali nell'anno 1504, interessò l'intera Villa, causando miseria e desolazione, tanto da mettere a repentaglio la sua sopravvivenza.
Nonostante le sofferenze patite, Bermeo, nel XVI secolo, ha mantenuto il suo prestigio, come testimonia, per esempio, la ratifica dello Statuto dell'Associazione dei Pescatori il 7 aprile 1527; la conferma da parte del re Carlo V di privilegi del passato a Madrid il 10 marzo del 1546, dicendo che «né gli abitanti di Bermeo, i loro beni, né gli stranieri che venissero a Bermeo con le loro mercanzie, siano bloccati con debiti propri o vincoli"; e infine il Giubileo concesso al Convento di San Francisco dal Papa Paolo IV attraverso una bolla datata 1563, ecc.
Tuttavia, Bermeo esibisce nel corso del XVI secolo, a dispetto del destino avverso, una dualità "pesca-commercio" e mantiene la flotta peschereccia più grande e migliore della penisola, mentre le sue navi mercantili perseverano nella rivalità secolare con il porto Bilbao.

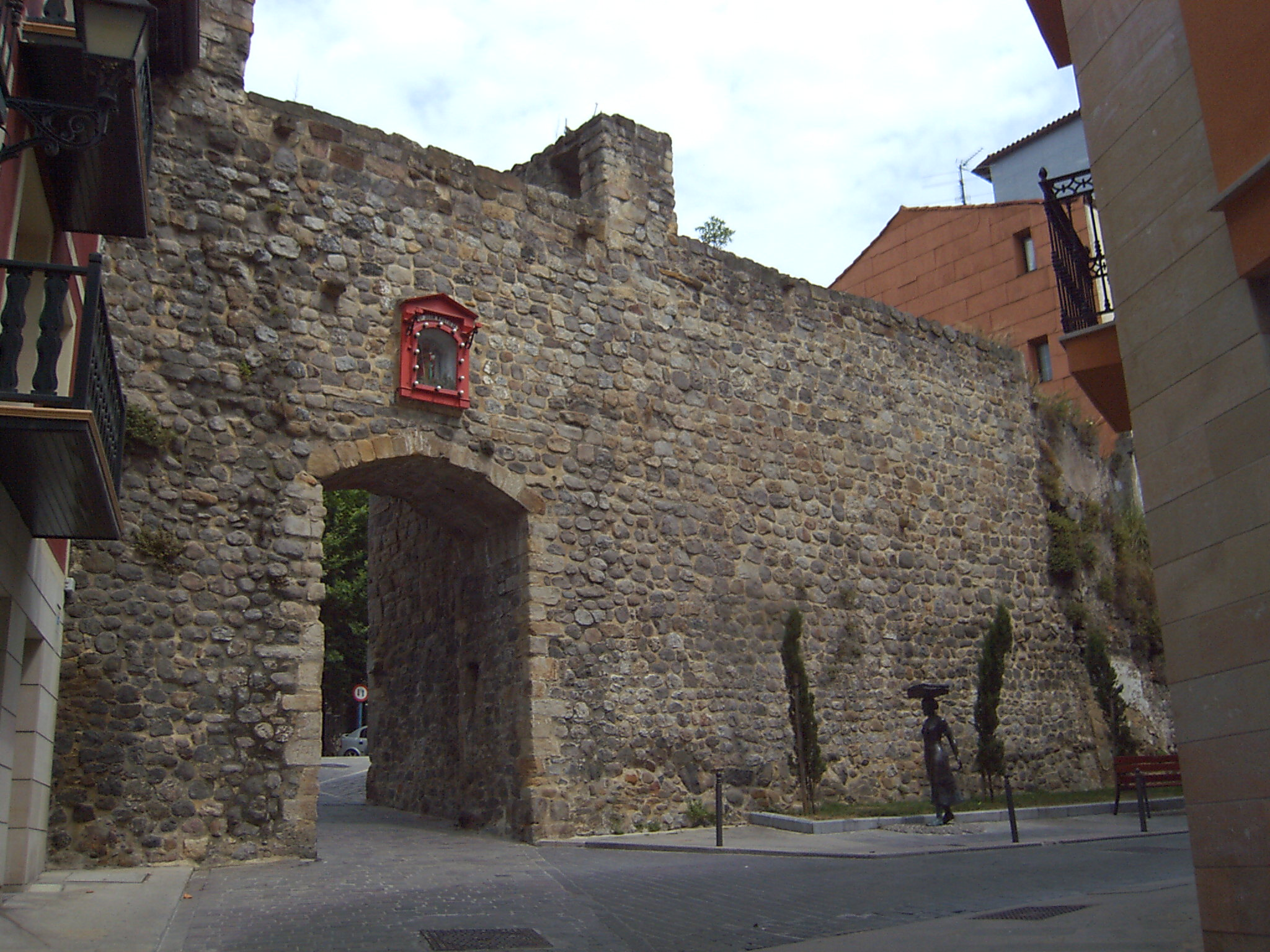
San Juan Muro

Nel XVIII secolo marca per Bermeo un periodo fiorente, dovuto principalmente al graduale sviluppo della pesca, che fino ad allora era sincronizzata con il commercio. Riprendendo la sua dedizione alla pesca, inizia un periodo di notevole attività di costruzione di moli, strade, edifici, canali, banchine ecc, producendo un significativo sviluppo urbano e un notevole aumento della popolazione, nonché un massiccio incremento dei laboratori e officine per lavorare e salare il pesce, e tutto l'indotto della pesca, come la cantieristica, (carpentieri e falegnami).
Dopo la crisi causata dall'invasione napoleonica e le guerre carliste, nel 1872 si è registrato un boom straordinario a Bermeo, con una situazione di forte espansione economica, motivata dai buoni successi della grande pesca, con mezzi più moderni. Il successo economico ha permesso di costruire grandi infrastrutture, edifici e servizi pubblici, molti dei quali sono sopravvissuti fino ad oggi. La ricostruzione del Municipio, il vecchio macello, la chiesa di Santa Maria sono risalenti a questa epoca. Bermeo diventa così, dopo Bilbao, la città più popolosa della provincia, e di buona condizione economica.
Nel corso della guerra civile spagnola, il 5 marzo 1937, si tenne la Battaglia di capo Matxitxako.
Nel XX secolo Bermeo continua lo sviluppo della pesca, beneficiando di tutti i progressi tecnologici del sistema, raggiungendo una situazione di forte crescita e mantenendo delle flotte di avanguardia per la pesca costiera. Essa ha anche un'importante flotta per la pesca d'altura e una relativa struttura industriale dedicata.

## Monumenti e luoghi interesse
- Torre di Ercilla (Museo del Pescatore)

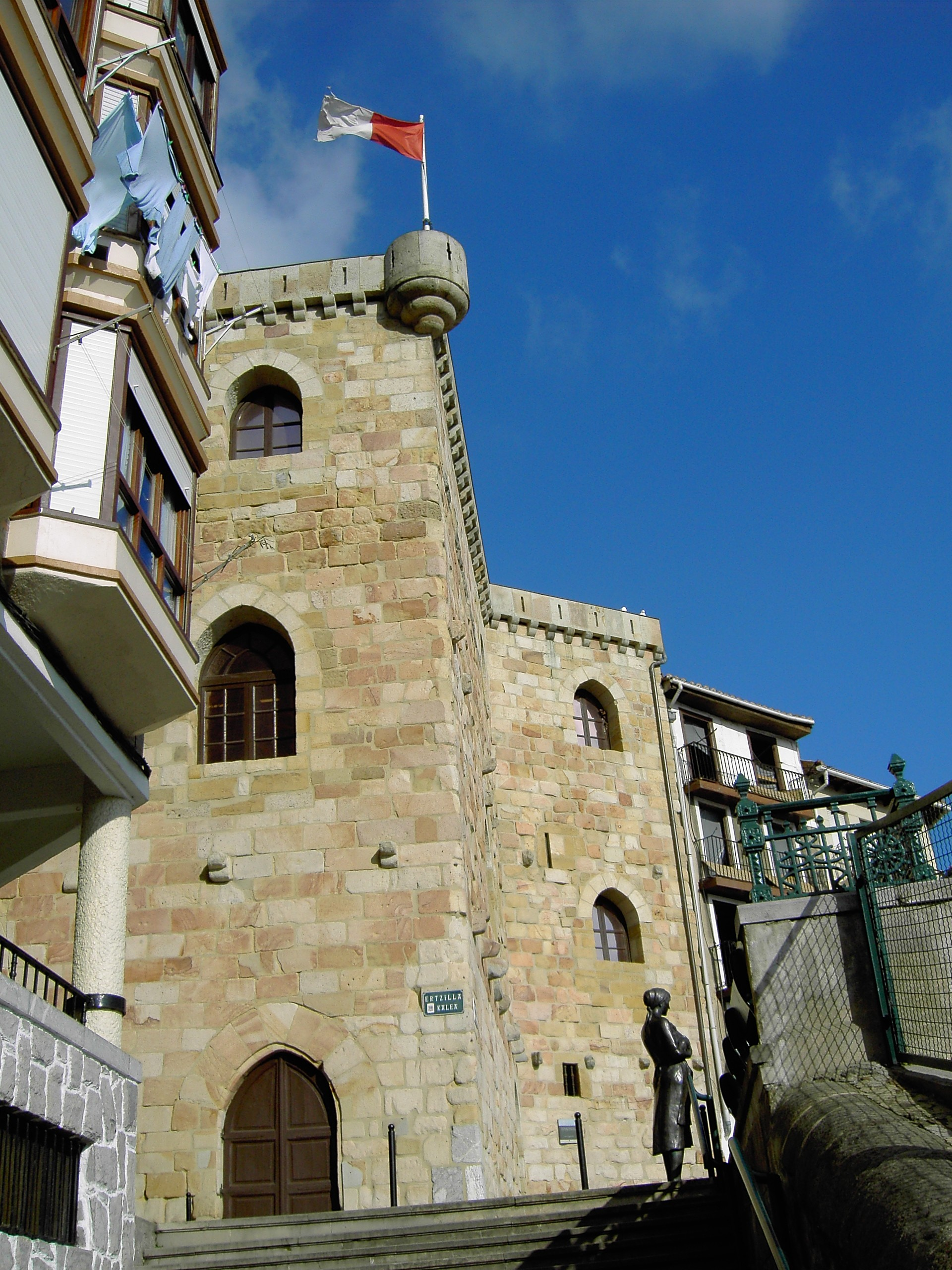
Torre di Ercilla.

È stata una delle 30 torri che difendevano Bermeo nel Medio Evo e l'unica torre rimanente. È strategicamente situata sul porto vecchio ed è stata costruita alla fine del secolo XV. È una casa torre, della famiglia degli Ercilla. Di questa famiglia sono noti Fortun Garcia de Ercilla e Alonso de Ercilla y Zúñiga, autore di  La Araucana. Per secoli la torre fu trascurata, dimenticando la sua funzione militare, venne utilizzata a casa di pescatori e negozio di pesci. In seguito alla ristrutturazione della facciata avvenuta nel 1948 vennero trovati archi gotici e feritoie, e la torre venne chiamata Museo del Pescatore. Nel 1984 e nel 1985 venne ulteriormente ristrutturata scoprendo la facciata in muratura..
- Il Casinò

Opera di Severino Atxukarro. È stato costruito nel 1894 e nel 1983 è crollato a causa delle inondazioni. Ricostruito di nuovo,  è considerato come un'opera dell'ecletticismo. Si trova nel parco Lamera. Le varie parti dell'edificio vengono utilizzate per varie attività, da un lato troviamo la sala esposizioni e conferenze "Nestor Basterretxea" e dall'altro un ristorante che ospita lo spazio centrale dell'edificio. Sul lato opposto vi è un bar irlandese e una caffetteria.
- Municipio di Bermeo

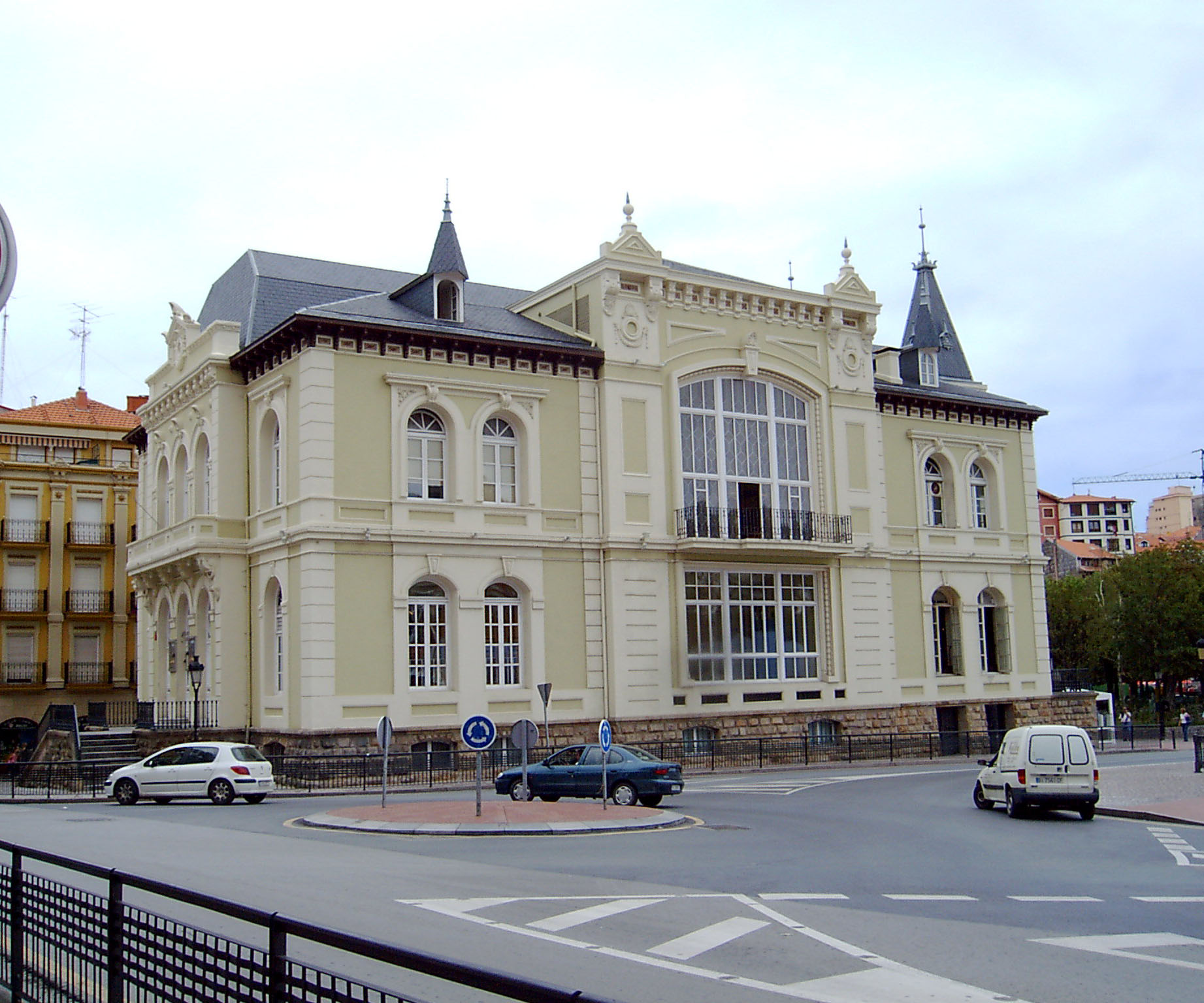
Il Casinò

Situato sulla piazza Goiri Sabino Arana fu costruito nel 1732. Sulla facciata si vedono due meridiane ed è anche considerato un Monumento Storico Artistico.
- Casa Kikunbera

Possiamo classificarla nel "razionalismo basco". Si tratta di un edificio la cui struttura ricorda una nave ed è stata dichiarata Monumento Storico-Artistico nel 1995.
- Batzoki

Si tratta di un edificio modernista, progettato da Pedro Ispizua.
- San Juan de Gaztelugatxe

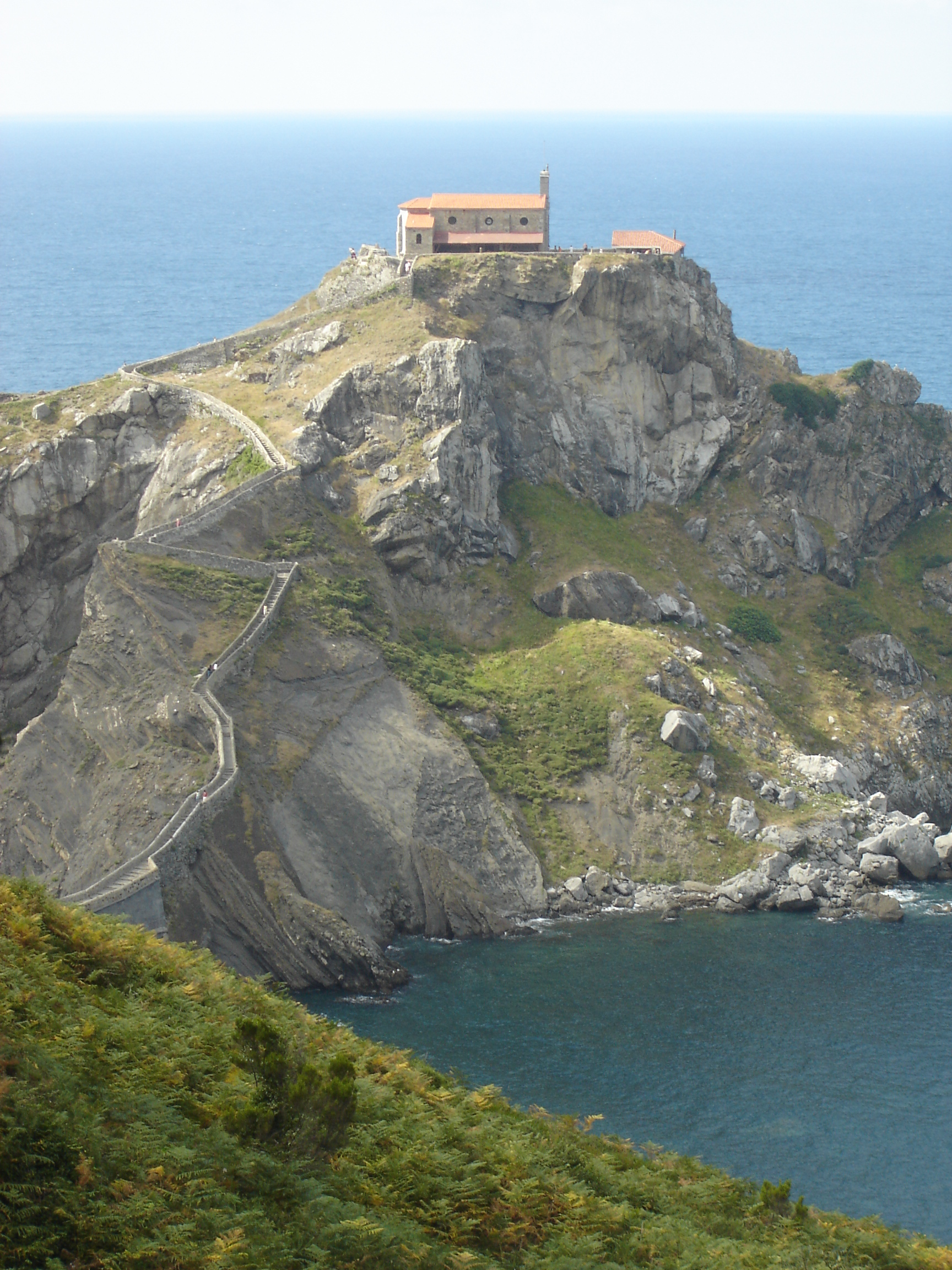
San Juan de Gaztelugatxe

Prendendo la strada per Bakio si trova il faro Matxitxako. Continuando il cammino si raggiunge l'isola di Akatz, vicino alla rocca di San Juan de Gaztelugatxe. Questa roccia è di per sé una piccola isola collegata alla terraferma da un ponte del XIV secolo, dove oggi sorge la cappella di San Juan c'era un castello. Ogni 24 giugno, si svolge un pellegrinaggio da Bermeo alla roccia, dove centinaia di persone partecipano provenendo da tutta Biscaglia e molti altri luoghi. Il 29 agosto si celebra una Messa in onore del Santo e si festeggia il giorno di "San Juan decapitato". Il 31 dicembre si officia un'altra messa per finire l'anno.
Questo posto è la quintessenza del turismo Paesi Baschi, riceve migliaia di visitatori durante l'anno. L'isolotto e l'ambiente sono considerati riserva protetta.
- Isola Akatz

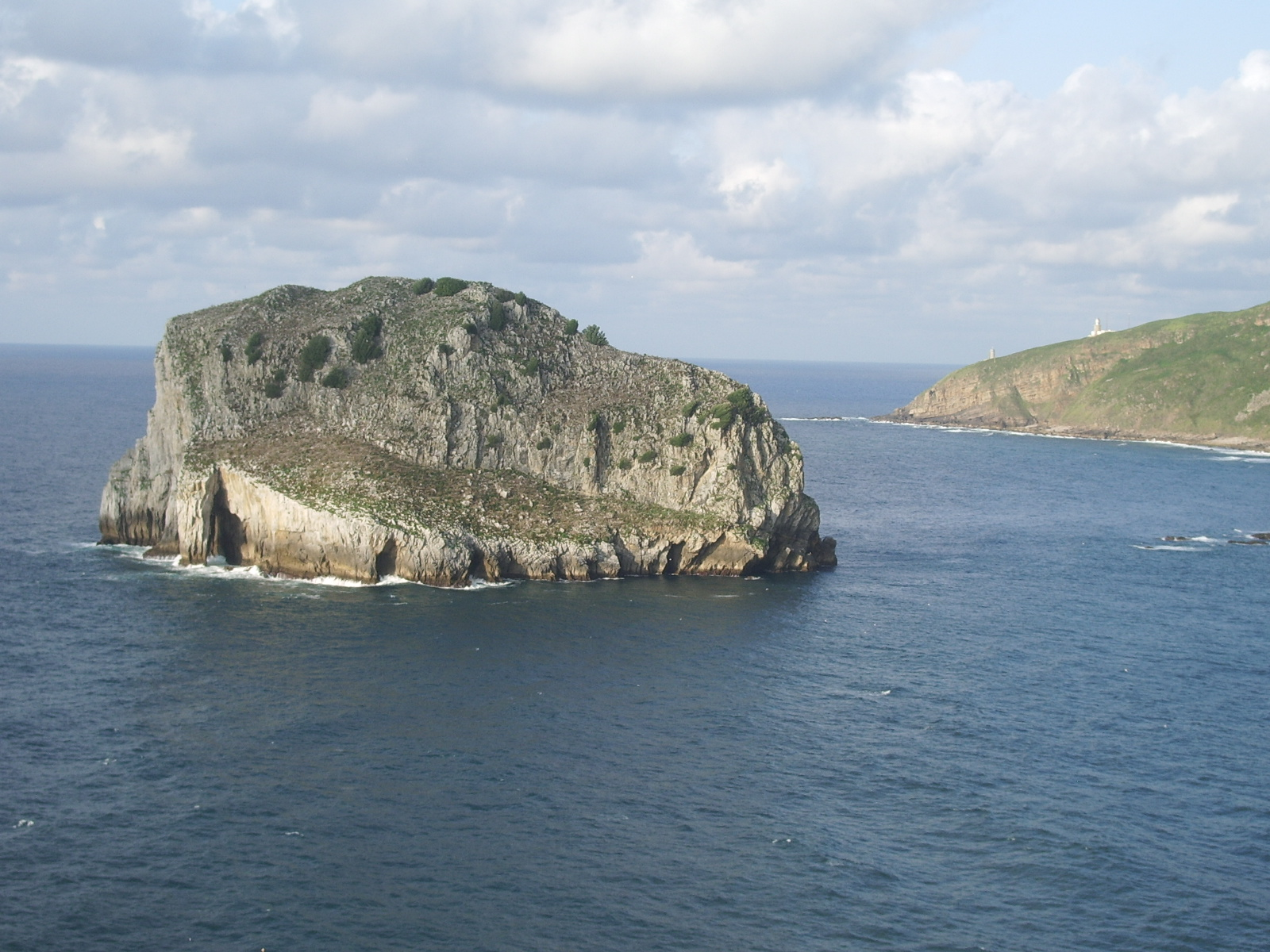
Isola Akatz

È situata tra Cabo e San Juan Matxitxako Gaztelugatxe. Si tratta di una roccia con poca vegetazione, che ospita una vasta popolazione di uccelli.
- Capo Matxitxako

Al capo Matxitxako sorge un faro che porta lo stesso nome. Ci sono il vecchio faro, ormai in disuso, e quello nuovo ancora utilizzato. Il posto offre una splendida vista sulla costa Biscaglia e dove è possibile avvistare le balene.
- Isola Izaro

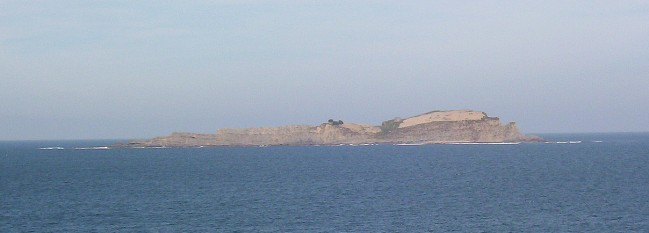
Isola Izaro

Questa isola è situata all'ingresso della Riserva della Biosfera Urdaibai. Nella parte superiore dell'isola c'era un monastero francescano fino al XIII secolo. In seguito è stata costruita la Cappella della Maddalena. Insieme con l'estuario Urdaibai è zona ecologica protetta dove nidificano molti uccelli.
- Centro Storico

I luoghi di maggiore interesse sono le case colorate dei pescatori che si trovano lungo le incantevoli strade medievali, le piazze e il vecchio porto di Bermeo.
- Spiaggia di Aritzatxu

Aritzatxu è una piccola insenatura che offre un ottimo posto per prendere il sole e nuotare in acque pulite durante la primavera e l'estate. Nella spiaggia vi sono un servizio di soccorso, servizi igienici e "snack bar".

## Società

### Evoluzione demografica
A causa di immigrazione proveniente all'industrializzazione del 1960 la popolazione è cresciuta in una grande misura. Nel decennio del 1990 - 2000 la popolazione è diminuita, ma da quell'anno, è riemerso il fenomeno dell'immigrazione e la popolazione, nonostante le leggere variazioni, tende a salire.
| Anno     | 1704  | 1784  | 1850  | 1900  | 1925   | 1960   | 1965   | 1970   | 1975   | 1981   | 1986   | 1991   | 1996   |
| Abitanti | 1.408 | 3.711 | 5.377 | 9.636 | 11.525 | 13.556 | 15.846 | 17.384 | 17.485 | 18.312 | 18.333 | 17.923 | 17.176 |

| Anno     | 2001   | 2004   | 2007   | 2008   | 2010   | 2011   |
| Abitanti | 16.938 | 16.901 | 17.429 | 17.069 | 17.026 | 17.154 |

### Lingue e dialetti
Il dialetto locale è un derivato del euskera occidentale. La percentuale dei parlanti basco è piuttosto elevata (73%), anche se l'uso nella vita quotidiana è inferiore (36%). Ci sono evidenti differenze tra i diversi settori della popolazione, dal momento che il basco viene utilizzato dal 59,8% degli anziani, dal 42,4% dei bambini, dal 29,5% degli adulti e dal 19,1% dei giovani. La città fu parte del UEMA (Udalerri Euskaldunen Mankomunitatea), macrocomunità basca che riunisce diversi municipi con caratteristiche culturali e sociali simili.

### Istituzioni, enti e associazioni

#### Salute
- Centro Salute (Ambulatorio) (dell'Osakidetza - Baschi Health Service): GP, Pediatria, Analisi clinica Ostetrica, Infermeria, ATS permanenti Servizio di emergenza (24 ore)
- Ospedale di Bermeo (Ospedale Psichiatrico) (dell'Osakidetza - Servizio Sanità del Governo basco)

#### Istruzione
- San Frantzisko Herri Ikastetxe: Educazione Prescolare ed educazione primaria, Modello di Sistema D, Sistema Amara Berri
- Karmeldar Ikastetxea (Sacro Cuore): Educazione della prima infanzia, primaria e secondaria
- Luis Eleizalde Ikastola: Istruzione prescolare, primaria e secondaria
- Ignacio Arozena Institute - Barrueta Benito Educazione secondaria (ESO) / Modello D, laurea scienze umanistiche e scienze sociali (modelli A e D), laurea Scienze Naturali e della Salute (Modello D), laurea Tecnologica (Modello D),
- Formazione professionale, Collegio nautico (Nautical College) / , Formazione Professionale (due anni, comprese le pratiche di business. Lezioni di preparazione per il laureato del ESO),
- Scuola Superiore di Lingue, Apprendimento delle lingue ufficiali e titoli.
  - Formazione continua degli adulti (EPA) Alfabetizzazione, Graduate livello due, la disposizione pre-universitaria per gli studenti sul comportamento di 25 anni.
  - Scuola di Musica Jose Antonio Egia

#### Sport
- Arene Polideportivo Municipal
- Campo di Calcio Itsas Gane (Bermeo Futbol Taldea)
- Frontone municipali Artza
- Frontone municipali Arene
- Canottaggio Club

### Culturali
- Casa de Cultura
- Camera "Nestor Basterretxea"
- Biblioteca Municipali Joxe Migel Barandiaran

## Cultura

### Eventi e manifestazioni Culturali
Il pittoresco porto, l'atmosfera della città vecchia,  la vita di un paese basco pieno di tradizioni, le sue calette per fare il bagno, la cucina tipica fornita di pesce fresco e ben stagionato, il tempo eccellente, gli inverni miti e le estati molto calde, fanno di Bermeo una delle attrazioni turistiche più attraente di Biscaglia.
Agenda Culturale
Durante tutto l'anno si svolgono feste in aggiunta alle manifestazioni sportive e culturali. (Le date non sono esatte, in alcuni casi)
gennaio: Cavalcata dei Re Magi. Maratona Municipale.
febbraio: Sfilata di Carnevale (Martedì grasso).
marzo: Giorno del gudari marino (prima settimana), organizzato da EA (Eusko Alkartasuna) di Bermeo. Processioni pasquali. (Venerdì santo)
maggio: Mostra del pesce Arrain azoka (di solito il penultimo fine settimana del mese).
giugno: Camminata delle chiese e cappell. Falò di San Juan (23 giugno). Giorno di San Juan, a San Juan de Gaztelugatxe (24 giugno).
luglio: Jazzber Festival (prima settimana del mese) dove partecipano i gruppi del Getxo Jazz Contest. Incontro per discutere di AIDS. Gorefest Festival. Festival Aritzatxu Rock Free (Il Sabato la seconda settimana del mese) sito:www.aritzatxurock.com. Festival Internazionale del Folklore. Vigilia della Madalena (21 luglio). Giorno della Madalena (22 luglio):  pellegrinaggio tra Elantxobe-Bermeo-Mundaka-Bermeo. Maratona in Bicicletta.
agosto: Settimana Internazionale della musica. Giorno di San Roque
settembre: Festival agroskate (La prima settimana del mese). Regate (Sabato dopo le celebrazioni della città)
- Festa Patronale "Andramari" (Dal 7 al 16 settembre)

Durante le vacanze si può godere di diversi eventi: gare, competizioni culinarie, sport campestri, concerti, teatro, fiere, concorsi di play back, fuochi d'artificio e spettacoli speciali, ecc.
ottobre: Bermistorian (3 o 4 settimana del mese.): Rappresentazioni medievali della storia di Bermeo.
novembre: Fiera di San Martin (11 novembre): Mostra di prodotti tipici Baschi, viene organizzato anche un concorso di sanguinaccio.
dicembre: Euskeraren Eguna  - Giorno di euskara (3 dicembre). Olentzero (24 dicembre)

### Fiere e mercati
- Arrain Azoka (Fiera del Pesce)

La fiera del Pesce si svolge il penultimo o terz'ultimo weekend di maggio. Si tratta di una manifestazione che dura tre giorni (venerdì, sabato e domenica) durante la quale varie aziende dei settori marittimo e peschiero mettono in mostra e in vendita i loro prodotti. La fiera ha una buona ricezione (100.000 persone ogni anno) ed è ben conosciuta in tutta la provincia. Durante il fine settimana vengono organizzate visite guidate a fabbriche di pesce, vengono simulate vendite di pesce alla vecchia maniera, organizzati giochi per bambini e viene aperto un tendone dove è possibile gustare diverse specialità gastronomiche a base di pesce. Durante la festa viene conferito il "Hegaluze saria", un premio per la persona o l'ente che ha maggiormente contribuito a divulgare il nome di Bermeo.
- Fiera agricola di Santa Eufemia

Questa fiera si svolge ogni 16 di settembre, nel giorno di Santa Eufemia. Durante la festa vengono presentati i diversi prodotti locali tipici dell'agriturismo basco, come i formaggi, il "chacolí di Biscaglia (vino bianco), verdure, dolci, frutta e altri prodotti artigianali.
- Fiera Medievale

Fiera organizzato il penultimo o terz'ultimo fine settimana del mese di ottobre: vengono organizzate varie attività legate alla storia di Bermeo. Alla fiera si possono trovare vari oggetti artigianali, inoltre vengono allestite varie bancarelle che offrono diverse varietà di carni e dolci.
- Mercato

A cadenza settimanale, ogni martedì in via Atalde, viene offerta merce varia, come scarpe, vestiti, articoli musicali e gastronomici.
- Mercato Municipale

Questo mercato offre una varietà di prodotti durante tutto l'anno ed è composto da macellerie, pescherie, fioristi, negozi di gioielli e una caffetteria.

## Geografia antropica
Originariamente, Bermeo corrispondeva all'attuale centro storico. In particolare tra gli anni '80 e gli anni '90, la città si è espansa verso zone più alte. All'interno del centro urbano si possono distinguere le seguenti zone: Alde zaharra (centro storico), Erribera, San Andrés, San Martín, Tala, Kurtzio, San Miguel, Urbanización "Baratz-Eder" (Zona residenziale)
Esistono poi dieci quartieri rurali, la maggior parte dei quali dotata di alcalde: Arana, Artike, Agirre, San Andres, Almike, Arronategi, San Migel, Demiku, Mañu, San Pelaio.

### Città vicine
- Nord: Golfo di Biscaglia (Oceano Atlantico)
- Ovest: Bakio
- Est: Mundaka
- Sud-ovest: Mungia e Meñaka
- Sud: Busturia e Arrieta

Comuni confinanti Bermeo
| Nord-ovest: Golfo di Biscaglia | Nord: Golfo di Biscaglia | Nord-est: Golfo di Biscaglia |
| Ovest: Bakio                   | BERMEO                   | Est: Mundaka                 |
| Sud-ovest Mungia y Meñaka      | Sud: Busturia y Arrieta  | Sud-est: Busturia            |

## Economia
L'economia di Bermeo è basata principalmente sulla pesca. Il porto è stato la principale fonte di reddito per la città. Bermeo ha la flotta per la pesca commerciale più importante dei Paesi Baschi. L'associazione di pescatori "San Pedro" è una delle più importanti della Biscaglia, considerando la grande quantità in entrata e uscita di pesce.
In aggiunta, ci sono diverse aziende per le conserve di pesce, come "Zallo", "Serrats" e "Salica". Ma l'industria non si basa esclusivamente sul pesce in scatola, ci sono diverse aziende legate al settore marittimo impegnate nella produzione di motori diesel e articoli per imbarcazioni, installazioni per la produzione di energia elettrica, come la "Wartsila iberica".
Nel porto, oltre al commercio del pesce, vi è anche una zona commerciale atta a ricevere materie prime durante l'anno. Sono presenti anche aziende legate al settore del legno. Un'altra società degna di nota è la piattaforma del gas "La Gaviota", che tratta gas dalla piattaforma in alto mare denominata allo stesso modo.
Il centro basco di innovazione "DenokInn" è destinato a studiare alternative per la creazione di nuovi posti di lavoro.

## Infrastrutture e trasporti

### Porti
Bermeo acquisì importanza come porto durante il Medioevo: a quel tempo la pesca e il commercio sono stati protagonisti in quanto Bermeo era il maggior porto dei Paesi Baschi, e ancor oggi è uno dei più importanti per la pesca e il più importante per la pesca costiera. Con investimenti da parte del Governo basco negli ultimi anni ha recuperato la sua importanza per le rotte mercantili, e dal 2006 è presente anche un porto turistico-sportivo.

#### Dati
caratteristiche:
- Larghezza: 90 metri
- Altezza: 6 metri
- Indirizzo: Est - Nord-Est.

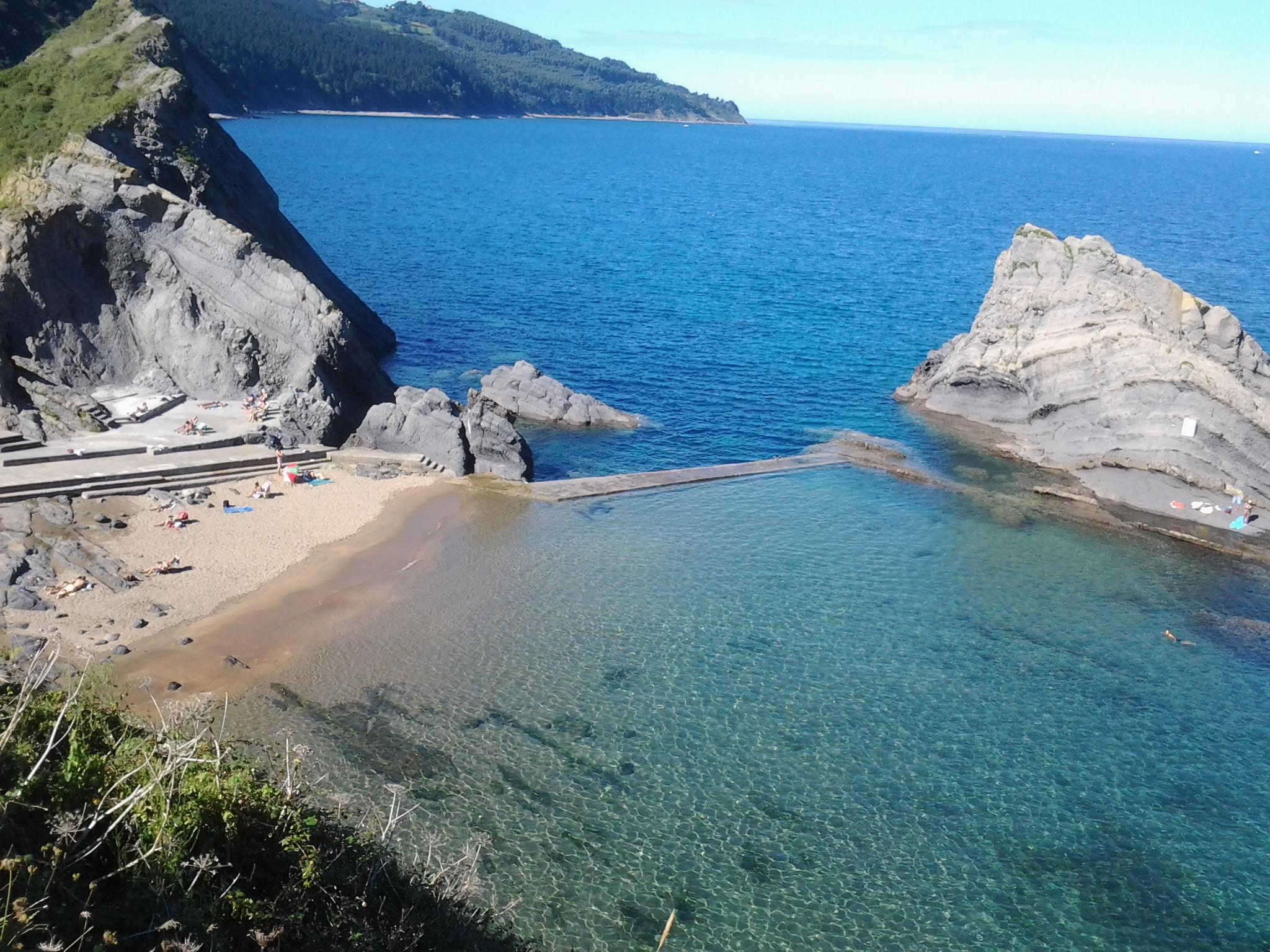
Spiaggia Aritzatxu

Molo XIXILI: Metri: 140, profondità: 0,6 m, dimensioni: 3.100 m²
Molo Erroxape: Metri: 520, profondità: 0,6 m, area: 60.000 m², magazzini coperti: 12.000 m²

#### Servizi
- Cantieri
- Ancoraggi
- Gru (12 tonnellate)
- Riparazione, carpenteria
- Fornitura acqua
- Pompe di carburante: gasolio
- Alimentazione
- Pesa: 3 (da 40 a 60 tonnellate)
- Raccolta oli usati

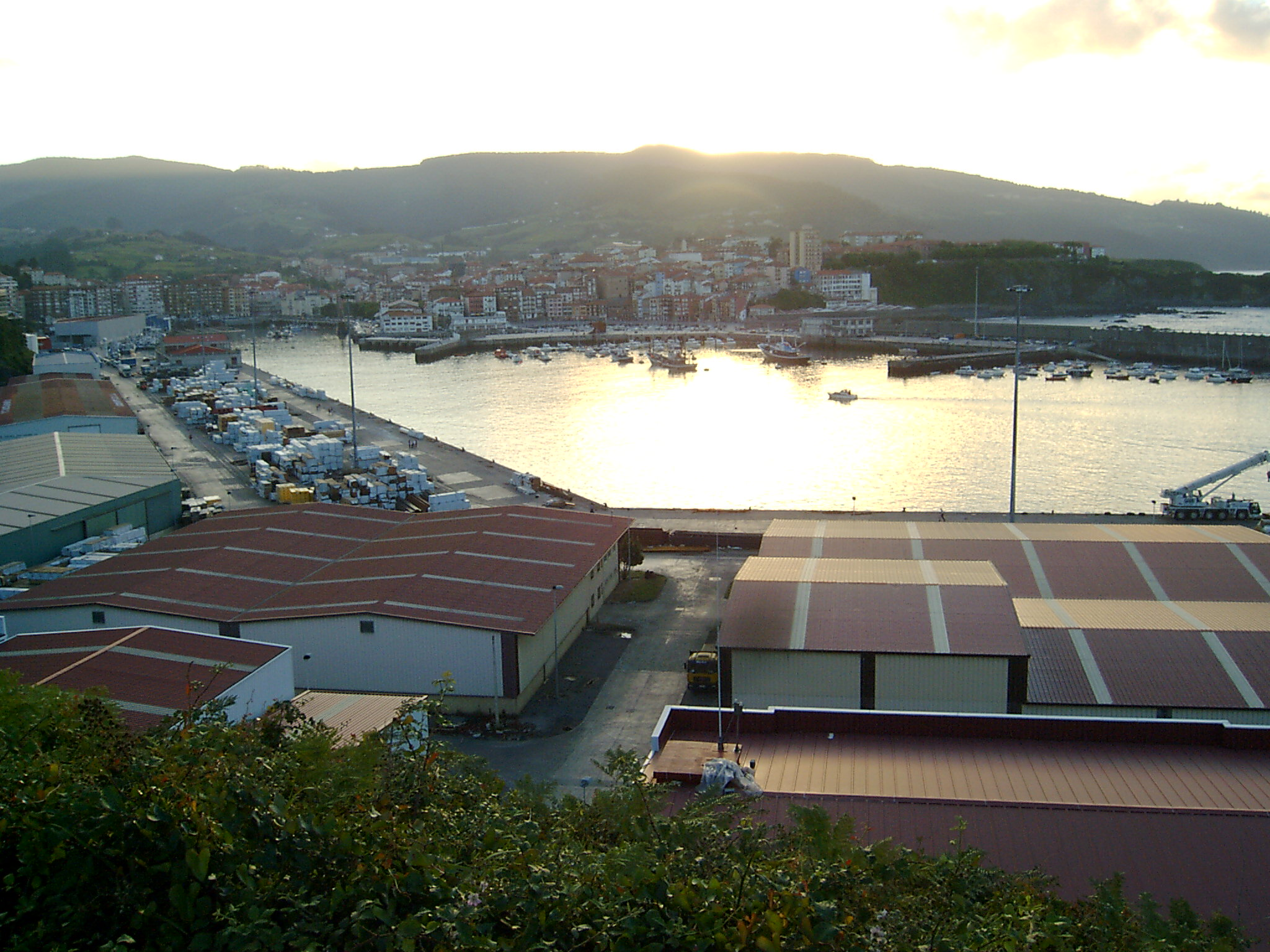
Porto industriale e commerciale

Al porto sono presenti anche: la sede dell'associazione di pescatori "San Pedro", fabbriche di ghiaccio, impianti di congelamento e vivai.
Bermeo è legata alla Mungia (18 km) attraverso le BI-631 e Gernika-Lumo (14 km) attraverso la BI-2235. Possiede anche la strada 3101 BI che collega la città con Bakio (12 km). La capitale, Bilbao (33 km), è collegata al paese attraverso la strada BI-BI-631 e 2235.
Bermeo è servito da autobus, treni, taxi e autobus urbano.

#### Bizkaibus
Bizkaibus offre diverse linee di autobus che collegano la città con diverse destinazioni:
- A 3.515 Bermeo - Gernika - Amorebieta - Bilbao (Lunedì a venerdì 6:30-22:00 ogni mezz'ora / sabato, domenica e festivi dalle 06:30 alle 22:30 ogni ora)
- A 3.527 Bermeo - Mungia - Bilbao (Lunedì a venerdì 6:50-21:50 ogni ora / sabato, domenica e festivi 9:50-20:50 ogni due ore)
- A Bermeo 3.528 - Mungia - Derio - EHU/UPV (Lunedì a venerdì alle 6:40, 7:40, 8:40, 9:40, 13:40 / domenica e festivi non c'è il servizio)
- A 3.524 Bermeo - Bakio (Lunedì a venerdì 7:15-19:15 ogni due ore / Week-end e giorni festivi non c'è il servizio)

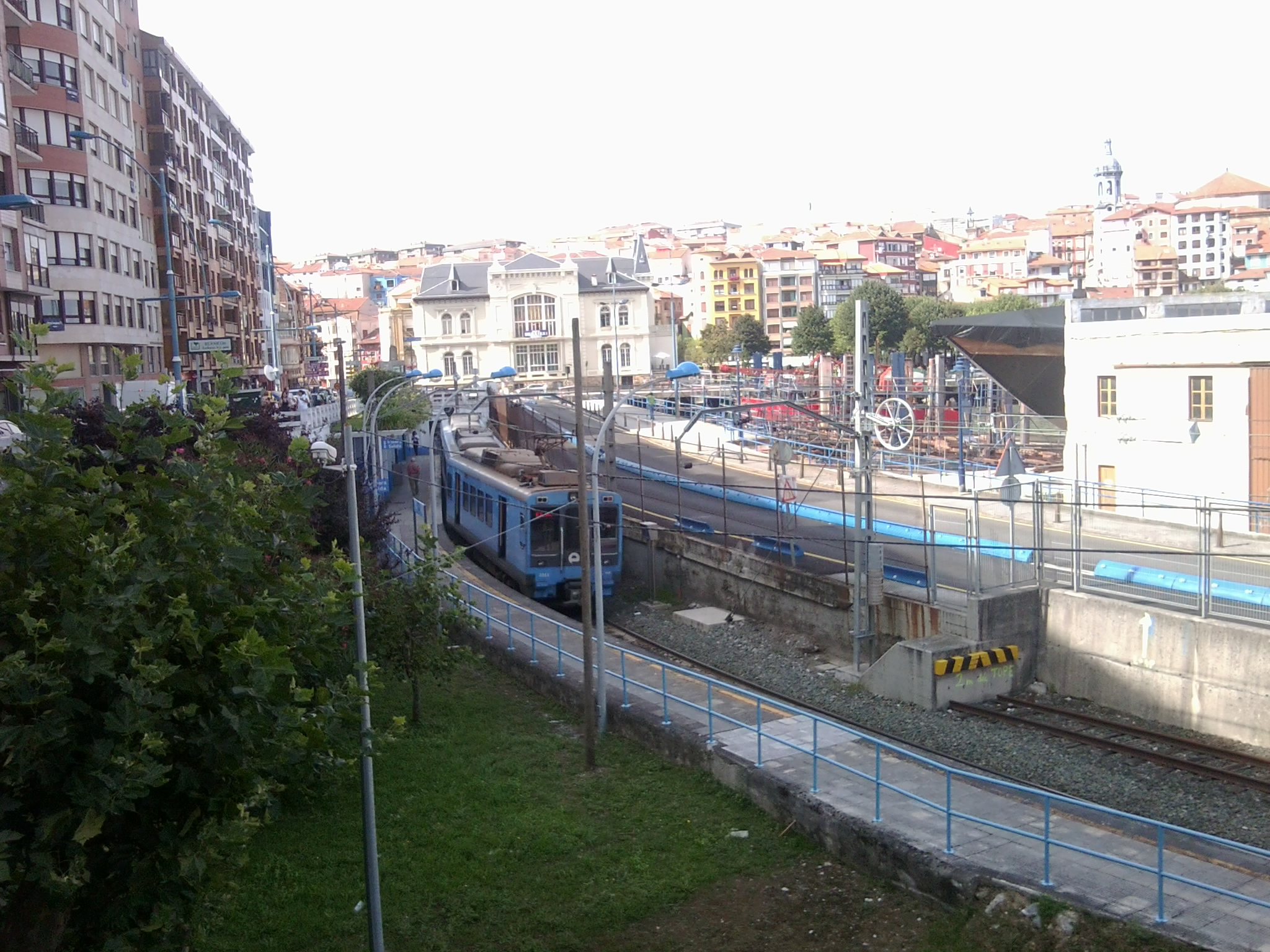
Stazione ferroviaria

### Euskotren
Euskotren offre le linee ferroviarie che collegano direttamente la città di Bilbao e località che sono nel suo percorso, e ai luoghi a est di Gipuzkoa e Biscaglia.
- Bermeo - Bilbao (Lunedì a venerdì 6:18-20:48 ogni mezz'ora e alle 21:35 e 22:35 / sabato, domenica e festivi 7:43-21:43 ogni ora)
- Bermeo - Gernika - Amorebieta (servizio notturno sabato alle 23:39, 1:18, 3:18, 5:18)
- Bermeo - Gernika (servizio notte sabato alle 22:43,7:43)

### Taxi
Vi è una zona taxi nel Parco Lamera. Nella zona vi è un telefono di ricezione delle chiamate dei clienti.

### Bermibusa
Bus che collega le diverse parti della città (mattina e pomeriggio) dal Lunedì al Venerdì.

## Amministrazione

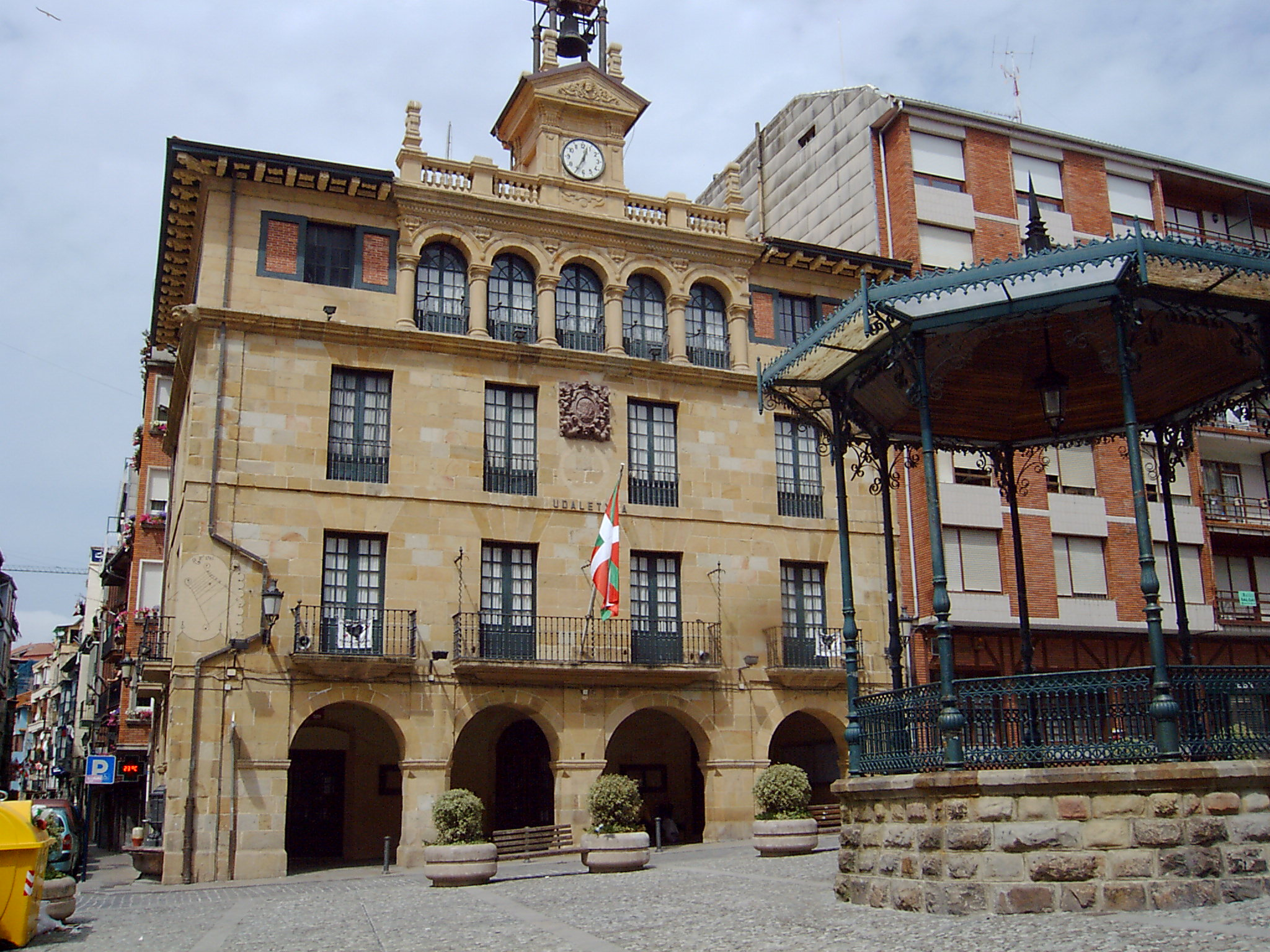
Municipio

Le ultime elezioni municipali nel 2011 hanno dato i seguenti risultati:
| Partito     | Voti  | %       | Consiglieri |
| ----------- | ----- | ------- | ----------- |
| Bildu       | 4.489 | 47,82 % | 9           |
| EAJ-PNB     | 3.969 | 42,28 % | 8           |
| EB-B/Aralar | 397   | 4,23 %  | 0           |
| PSE-EE      | 273   | 2,91 %  | 0           |
| PP          | 145   | 1,54 %  | 0           |

- Totale votanti:	9.505  (69,65%)
- Astensioni:	4.142  (30,35%)
- Voti non validi:	118  (1,24%)
- Schede bianche:	114  (1,21%)

Il sindaco, al 2014, è Idurre Bideguren Gabantxo, della coalizione Bildu).

## Galleria d'immagini

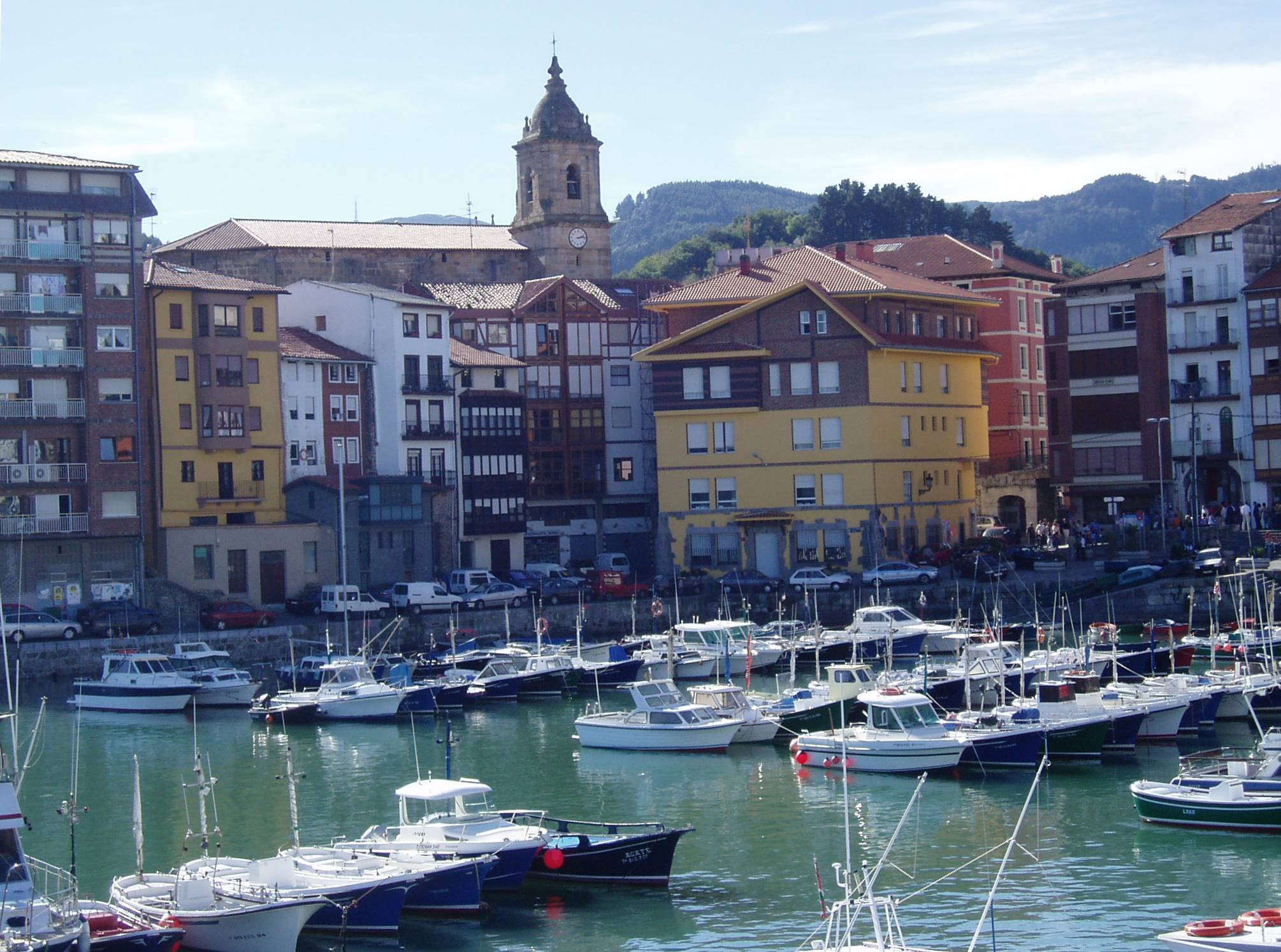
Porto Vecchio
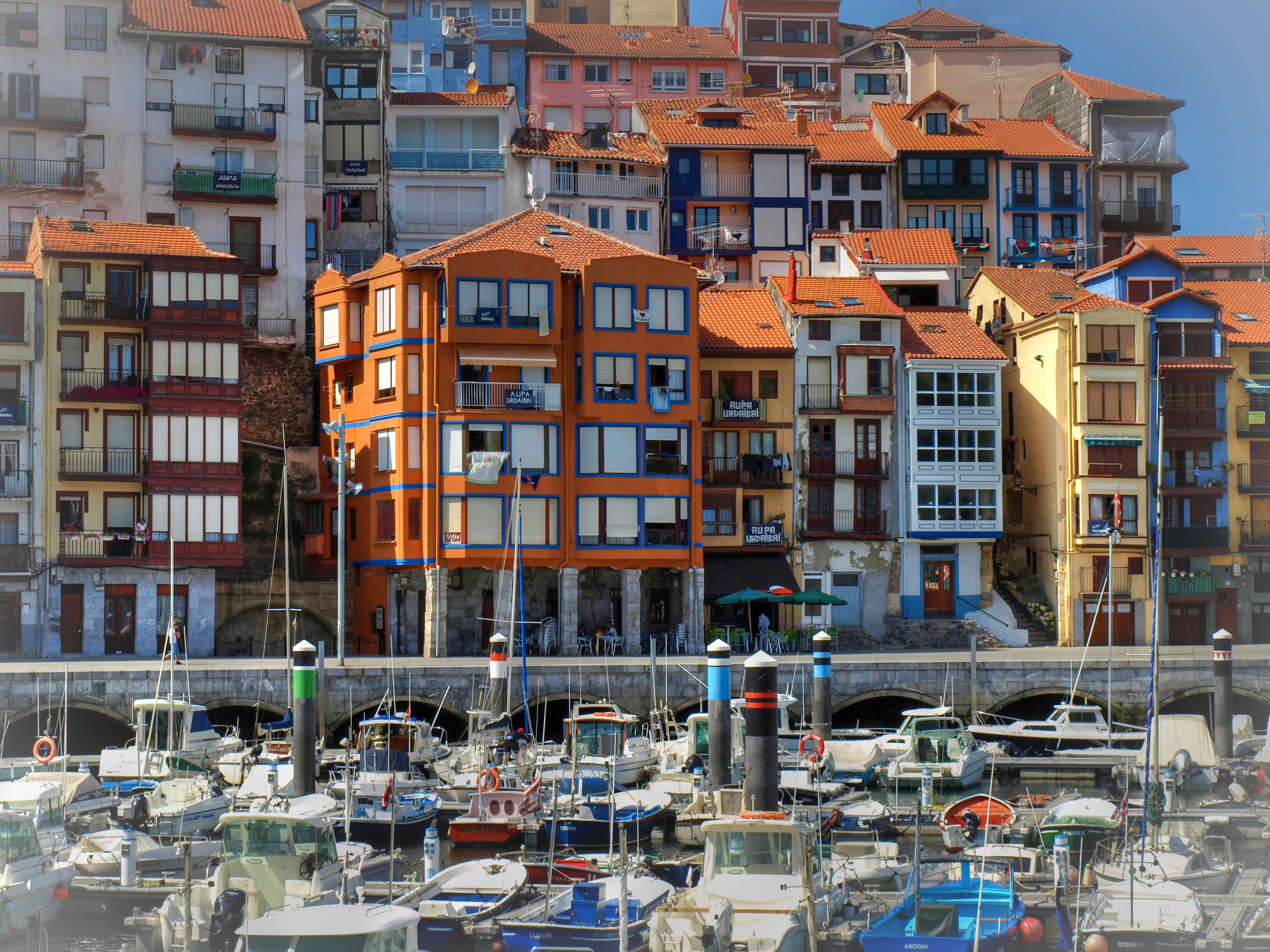
Porto turistico
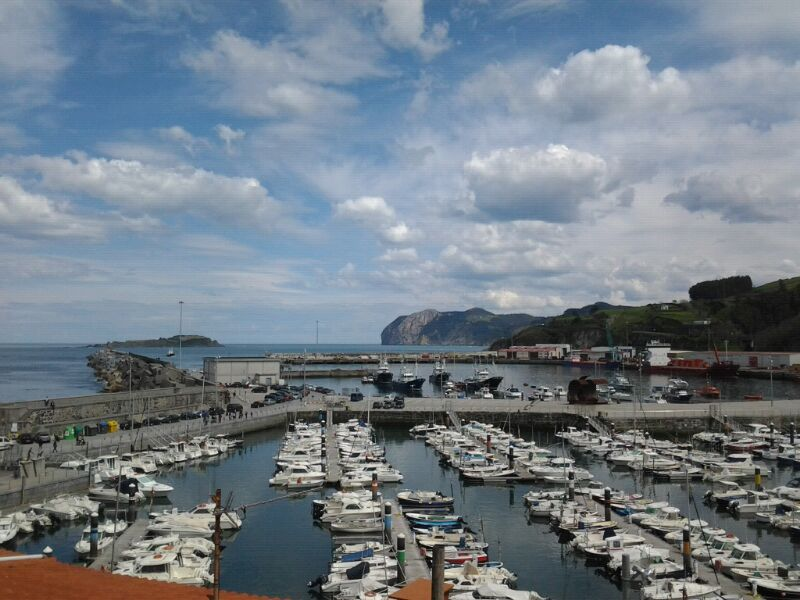
veduta del porto
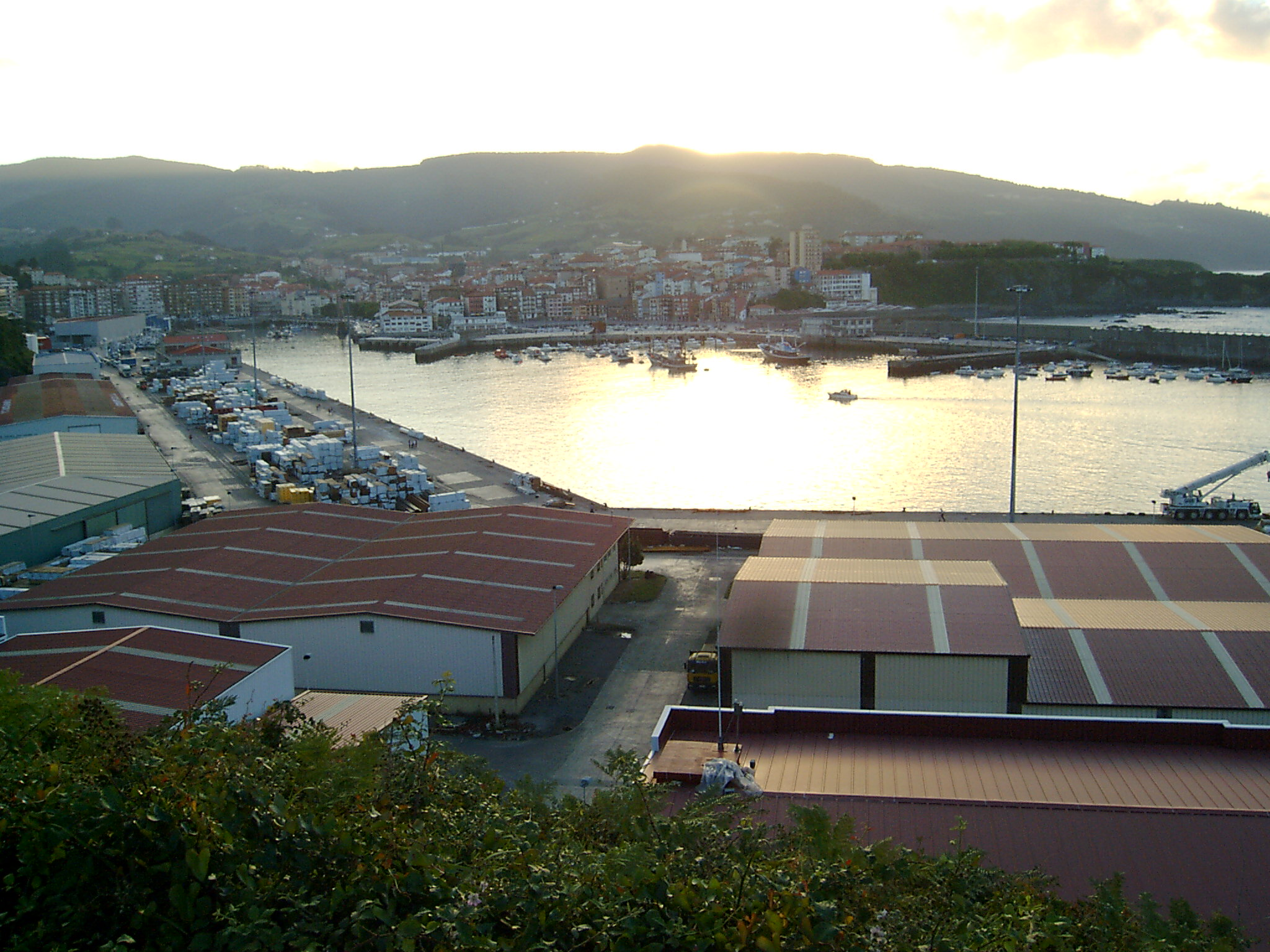
Porto commerciale
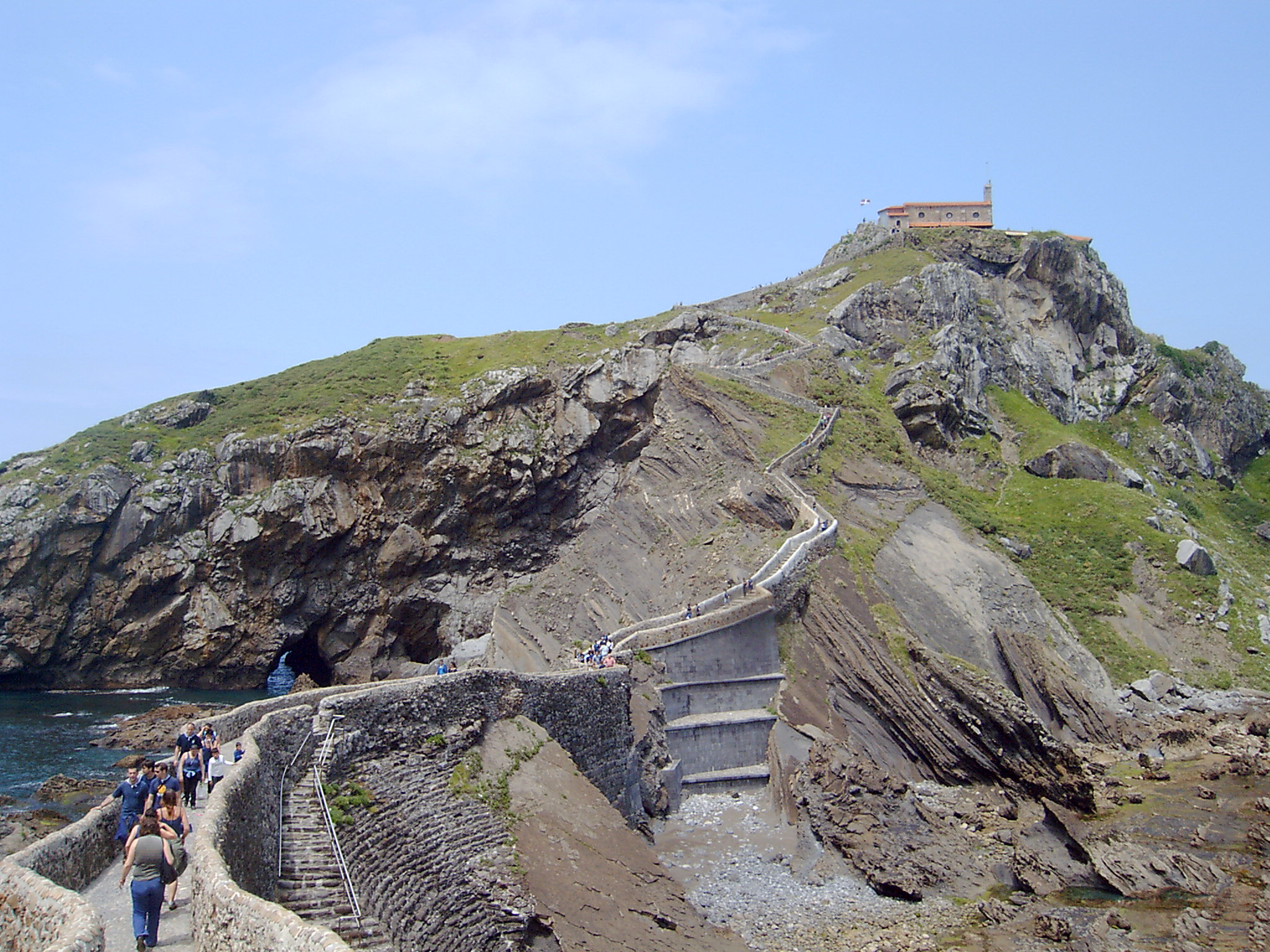
San Juan de Gaztelugatxe
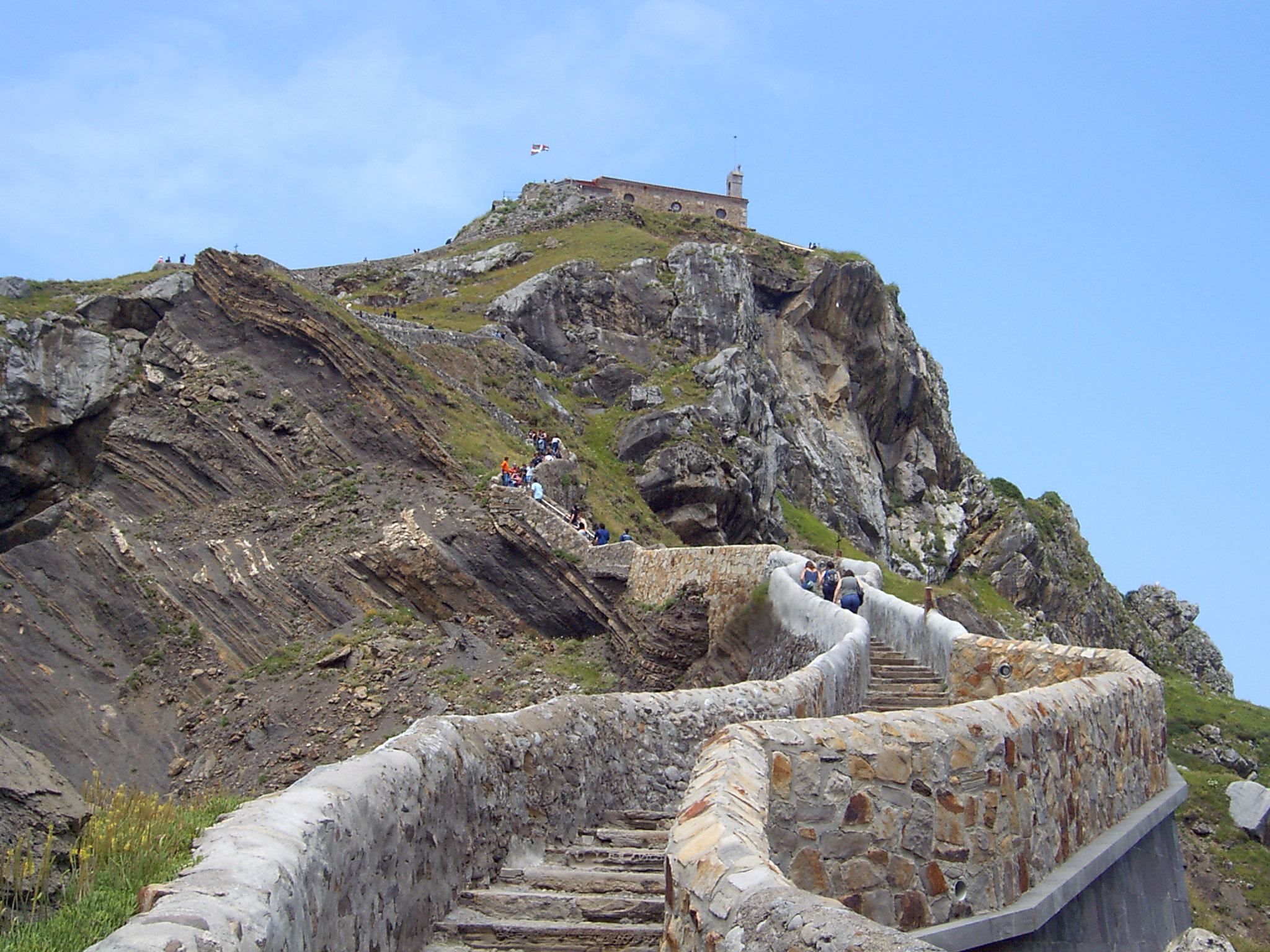
San Juan: le scale
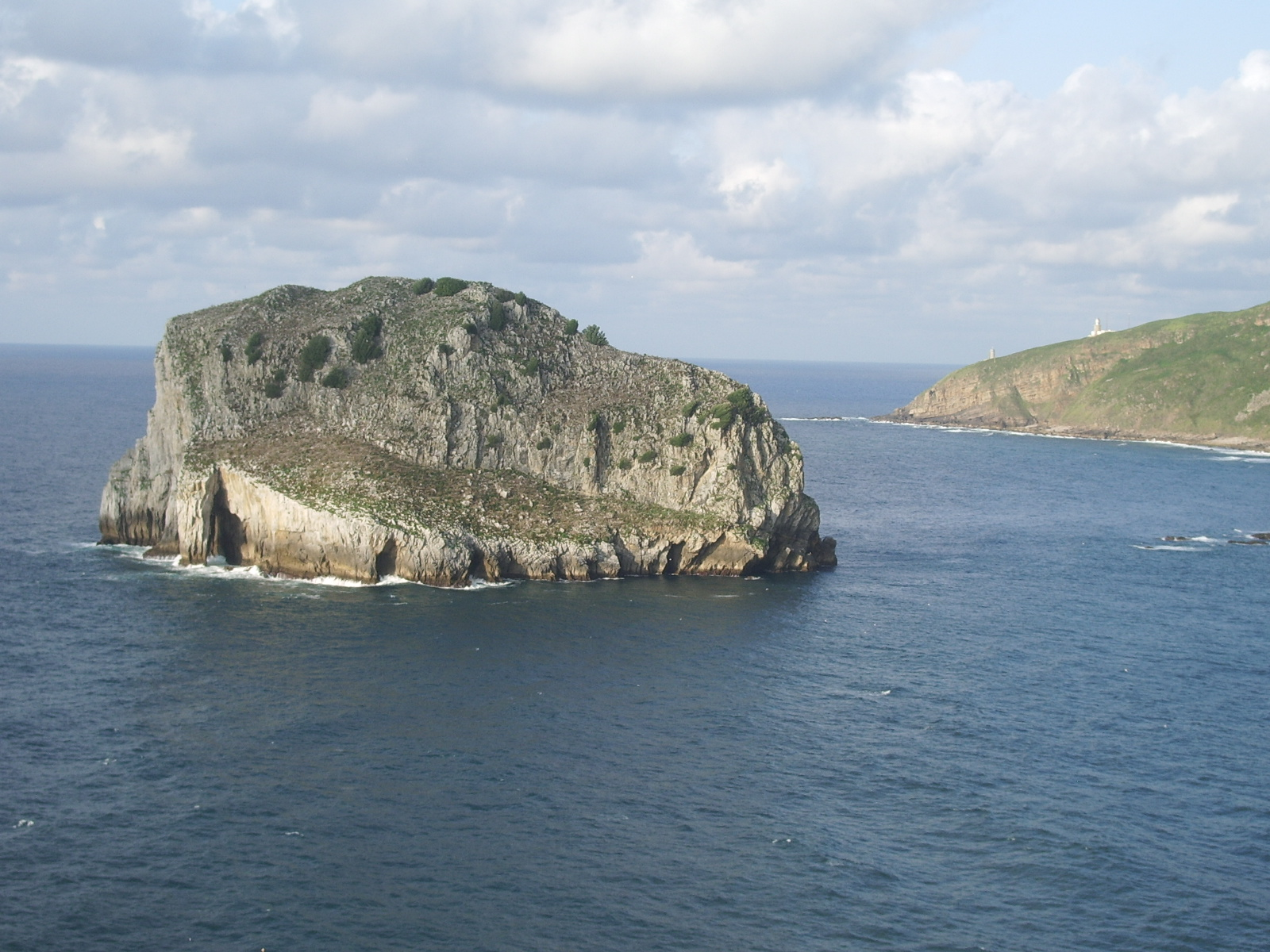
Isola Akatz
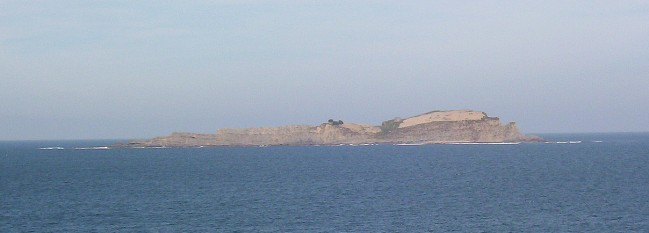
Isola Izaro
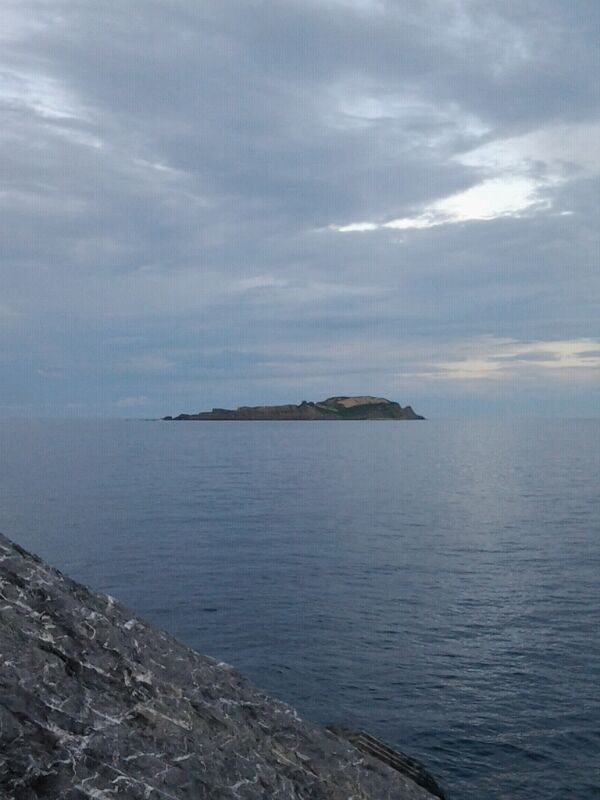
Isola Izaro
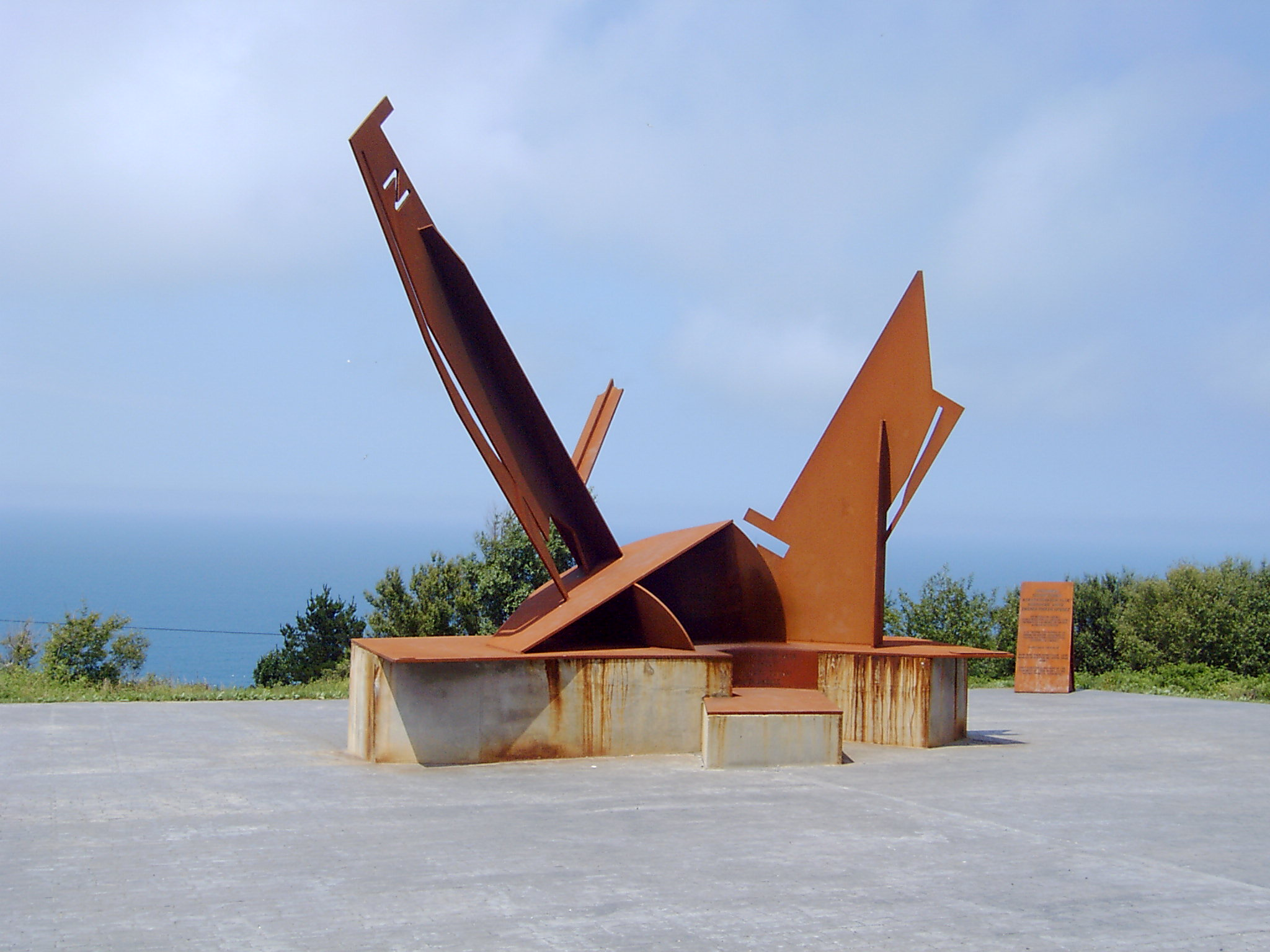
Monumento ai caduti nella battaglia di Matxitxako
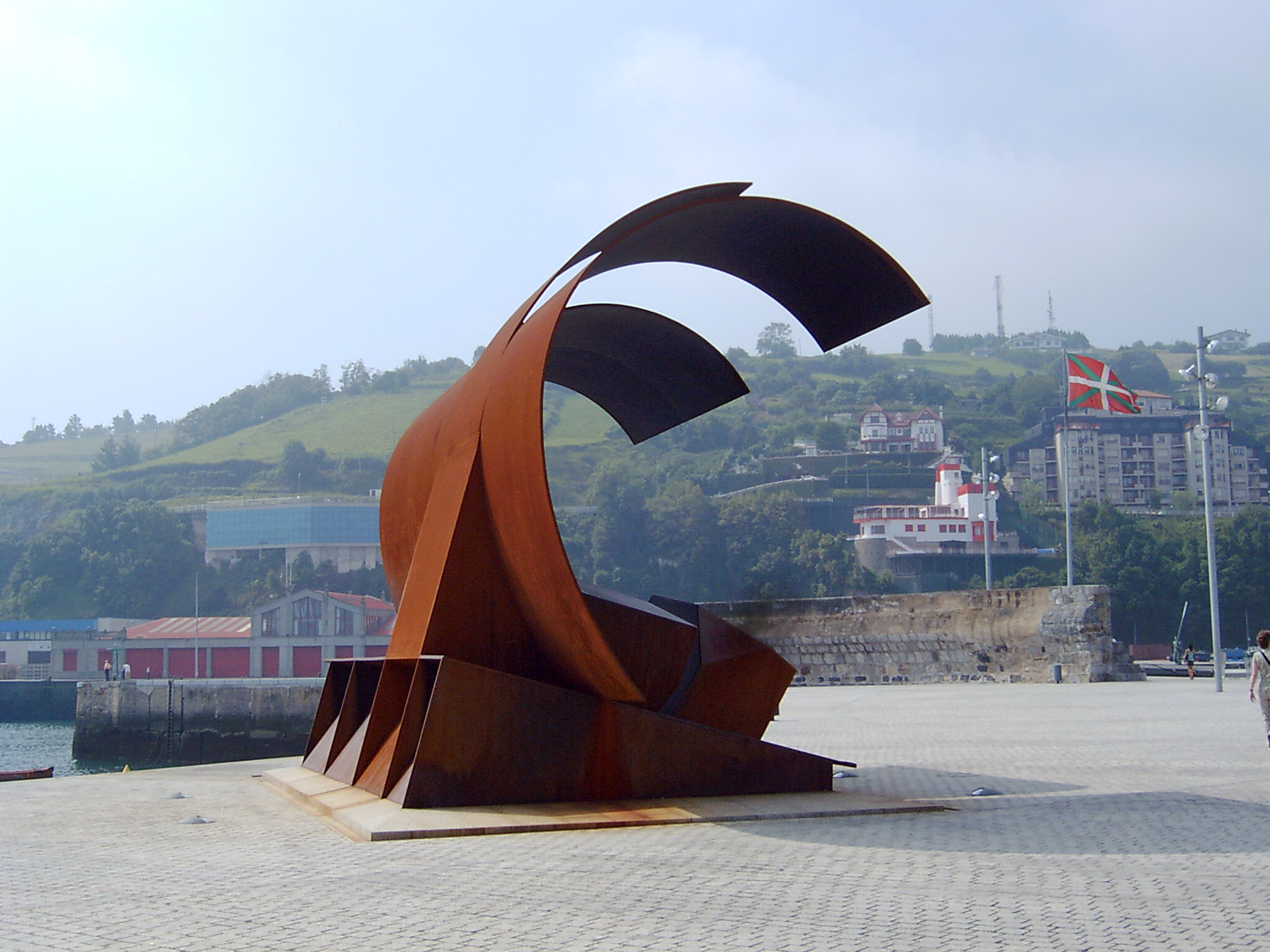
Scultura "Olatu"
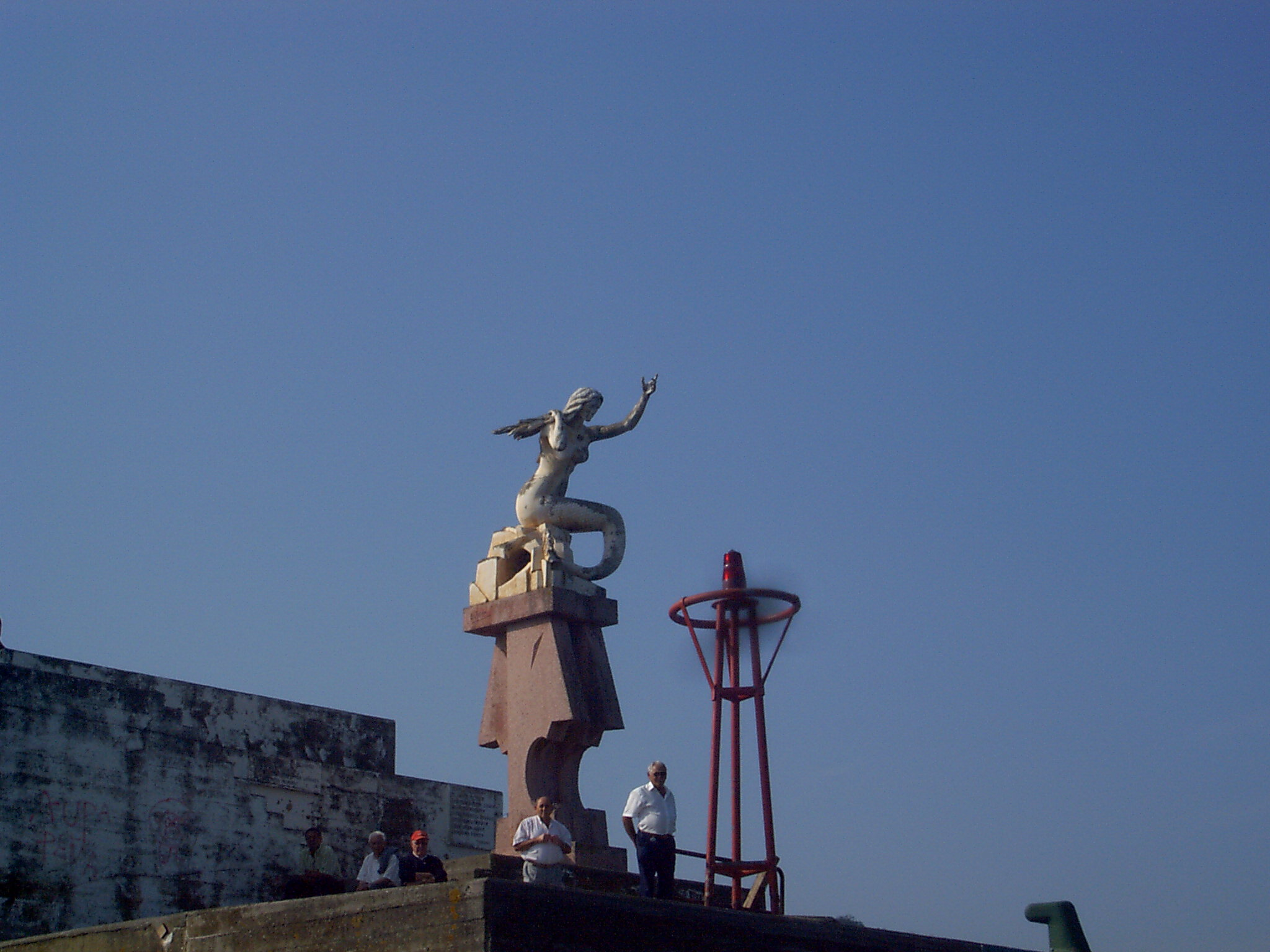
Xixili
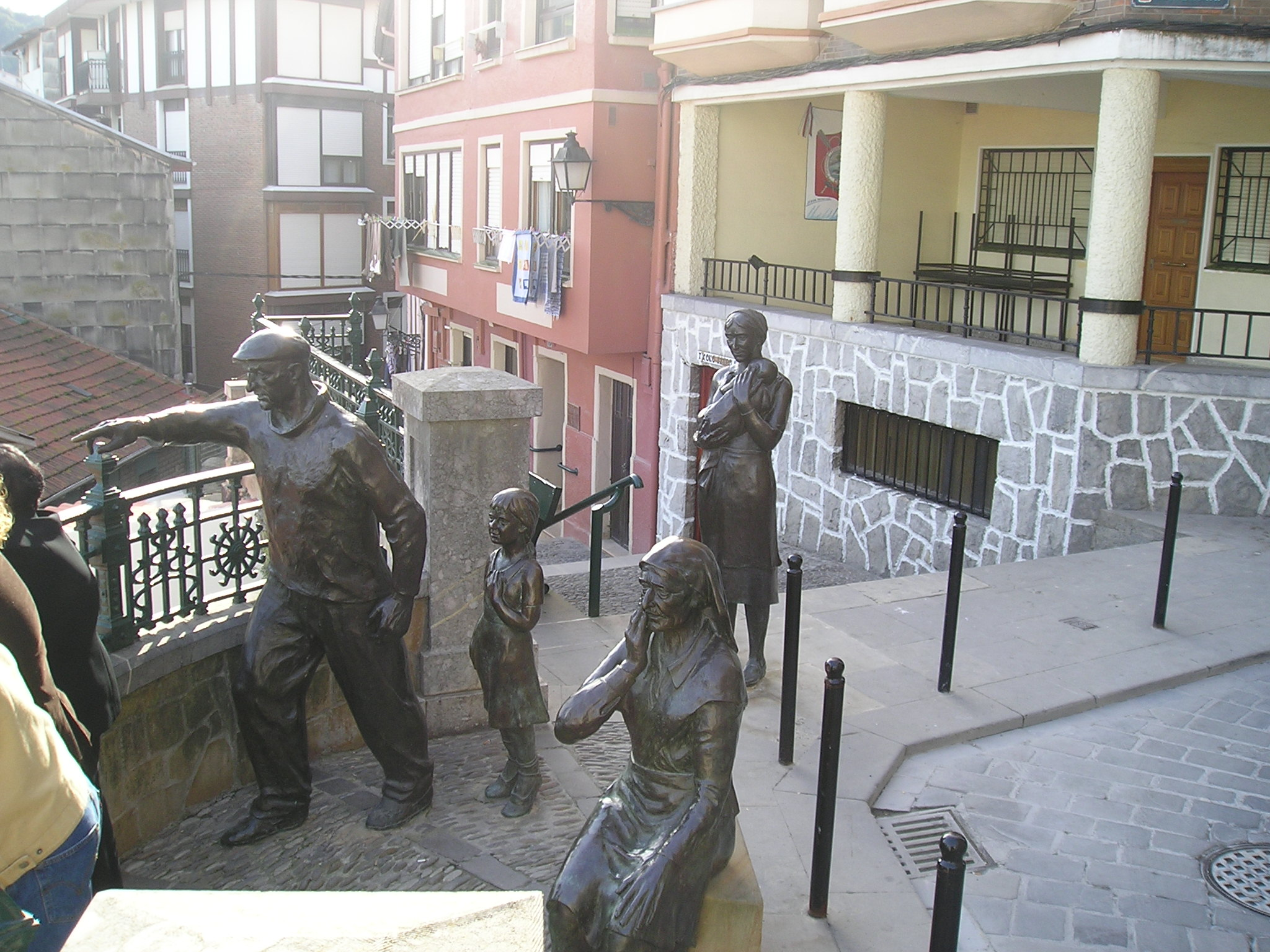
Scultura "Badatoz" (Ritorno)
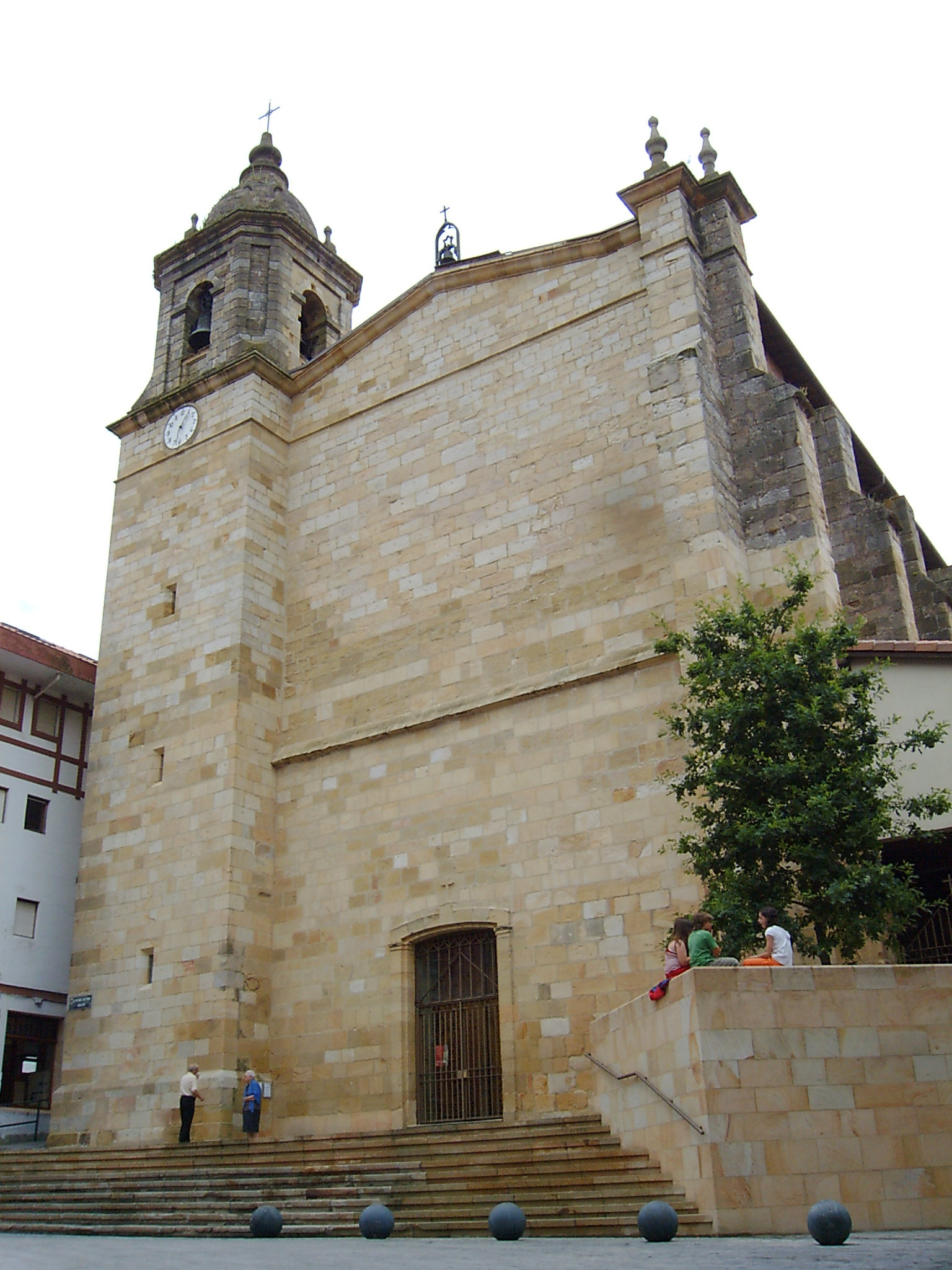
Chiesa Santa Eufemia
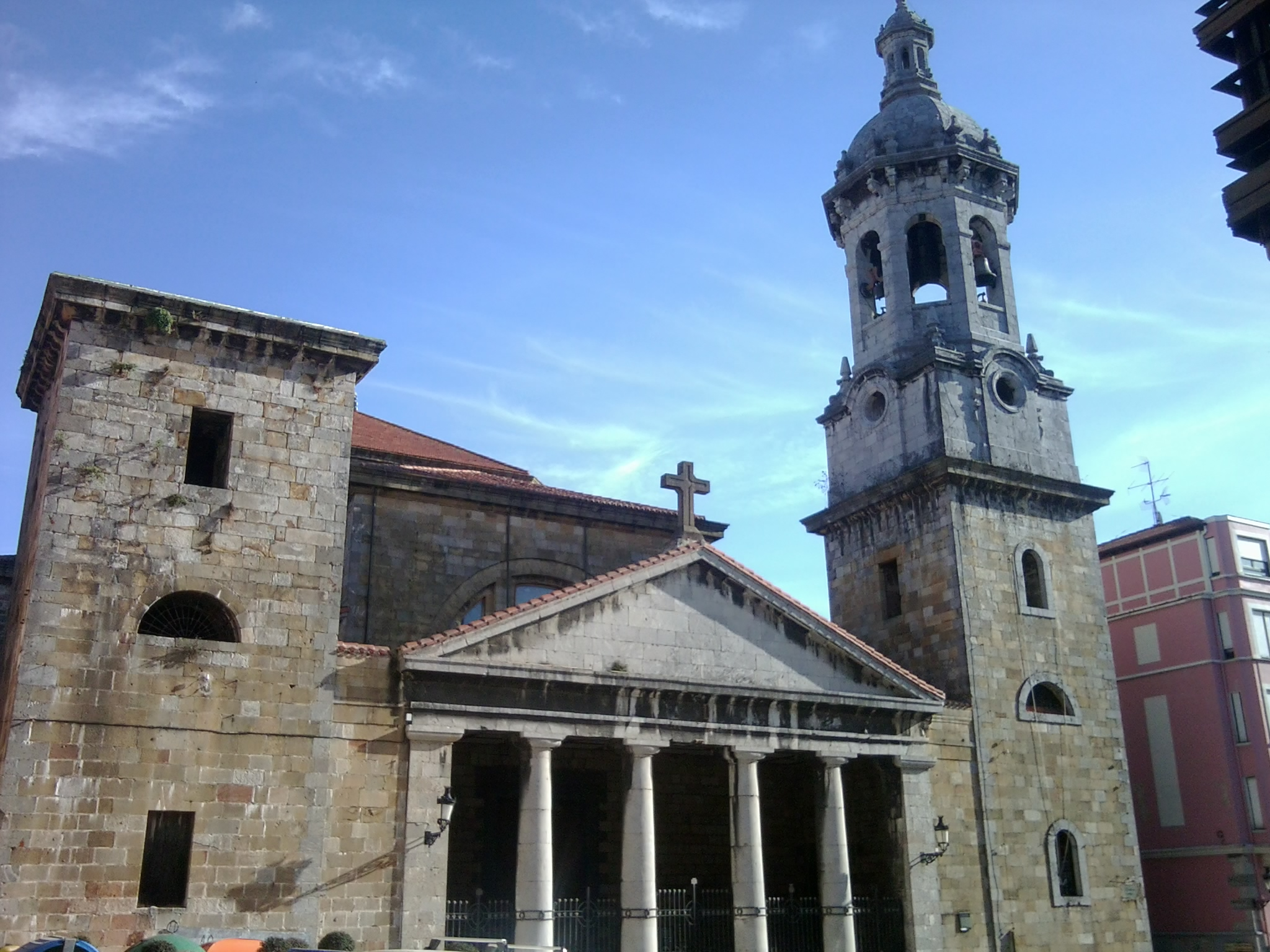
Chiesa Santa María de la Asunción
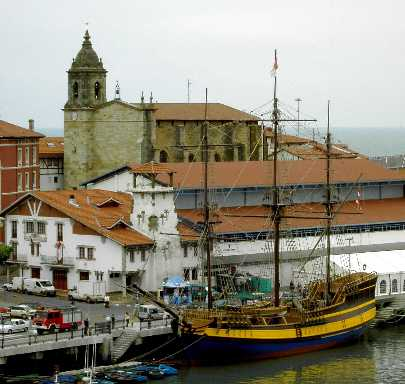
"Aita Guria"
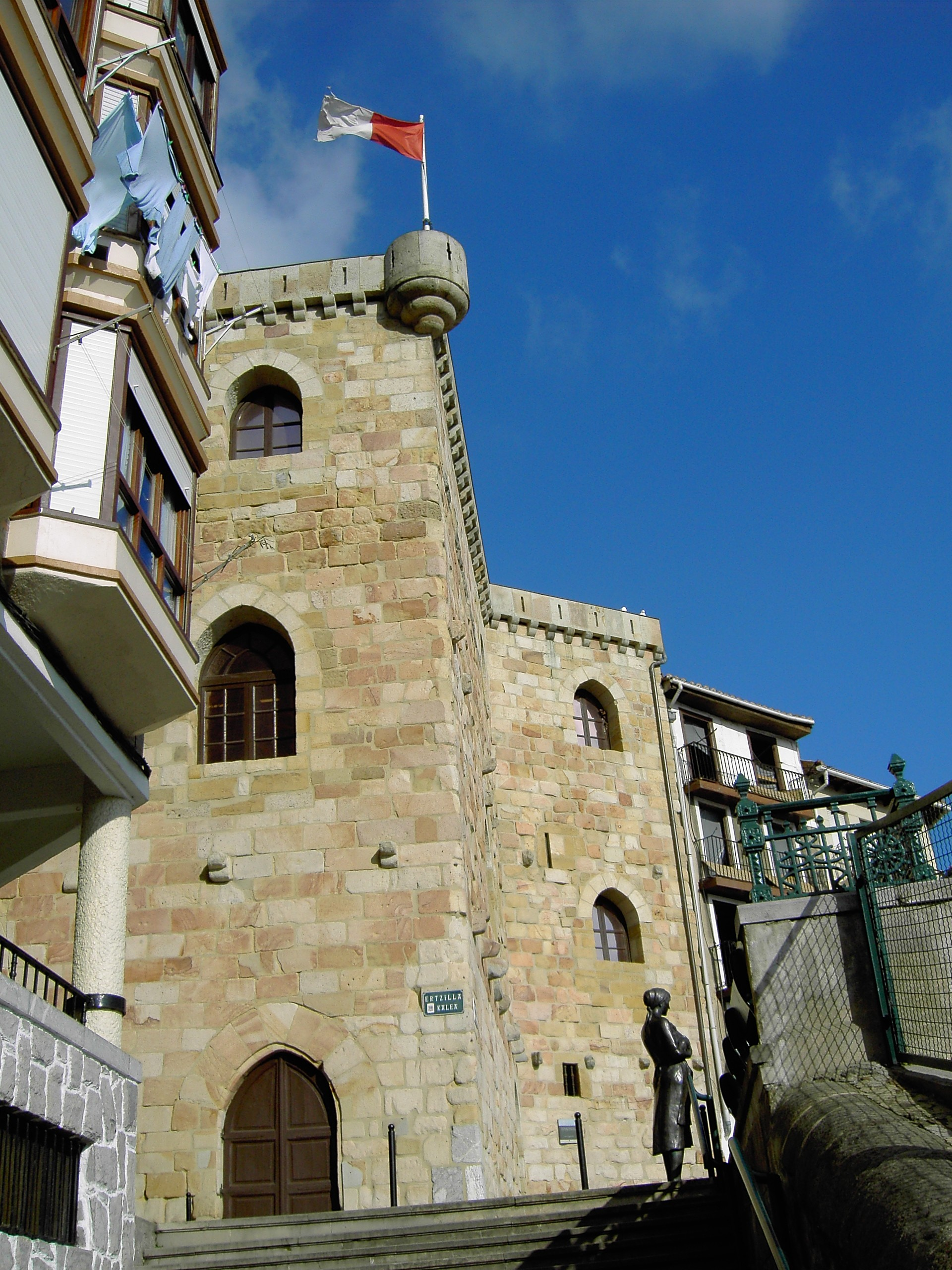
Torre Ercilla
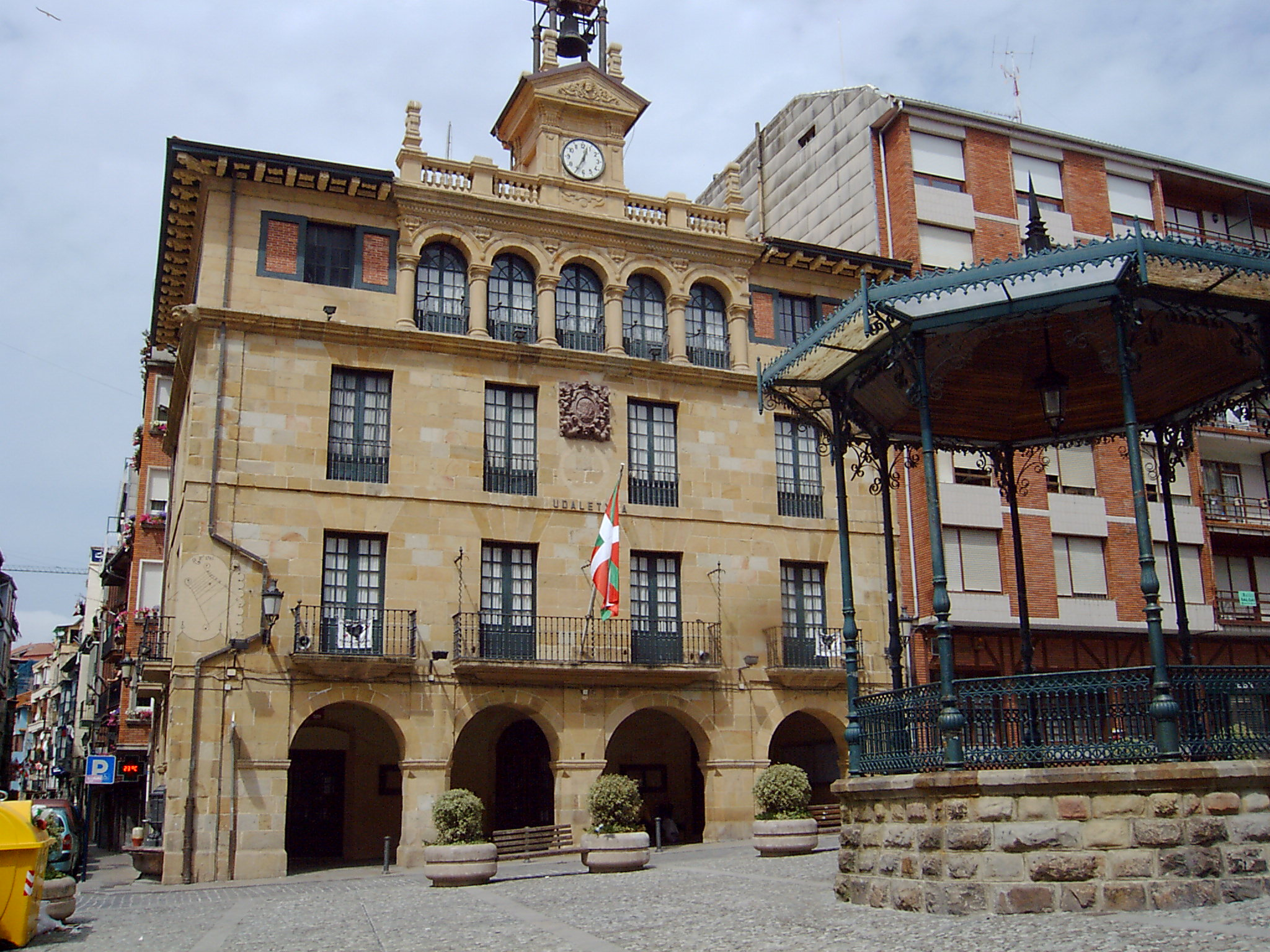
Municipio
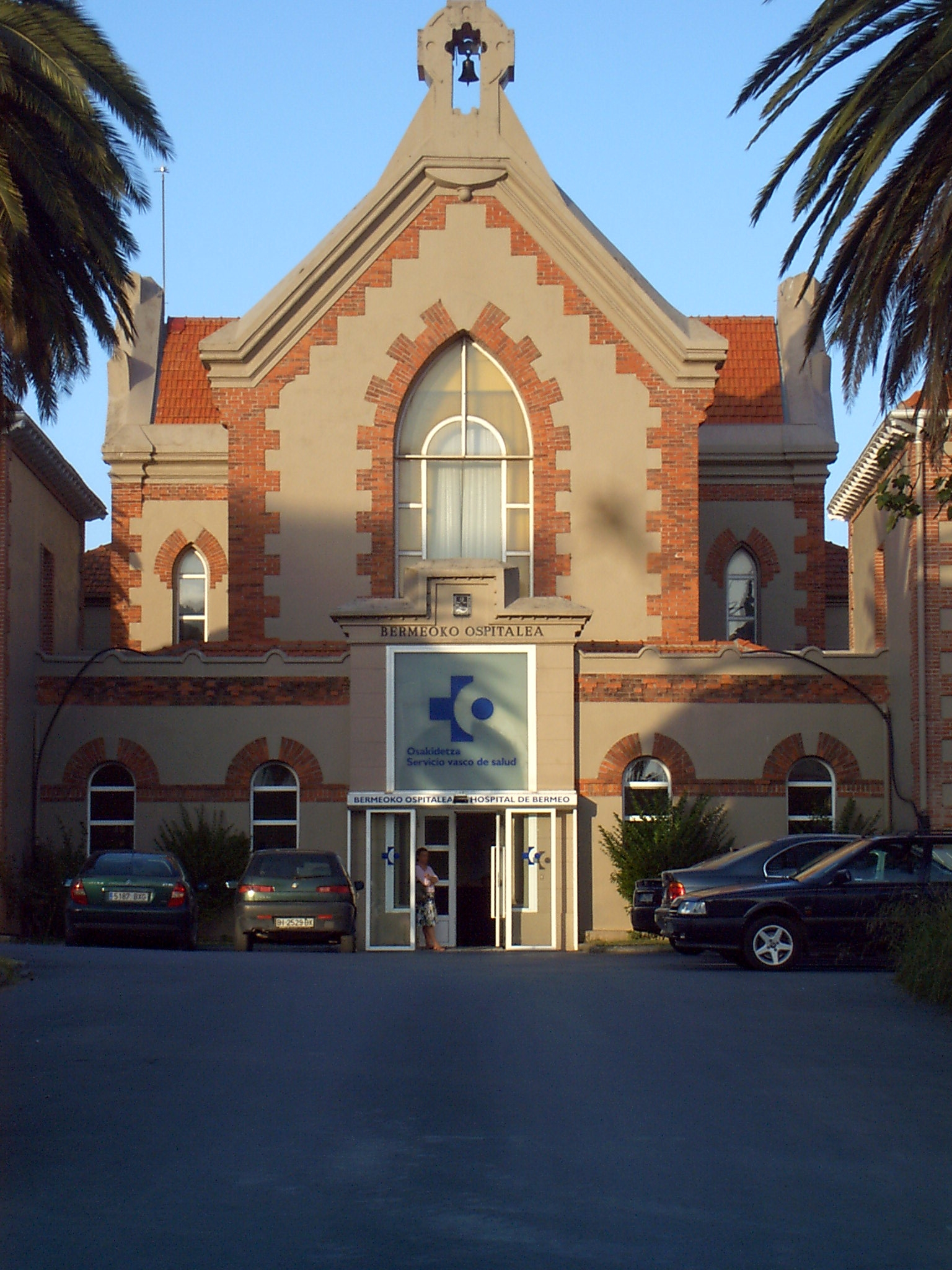
Ospedale Psichiatrico
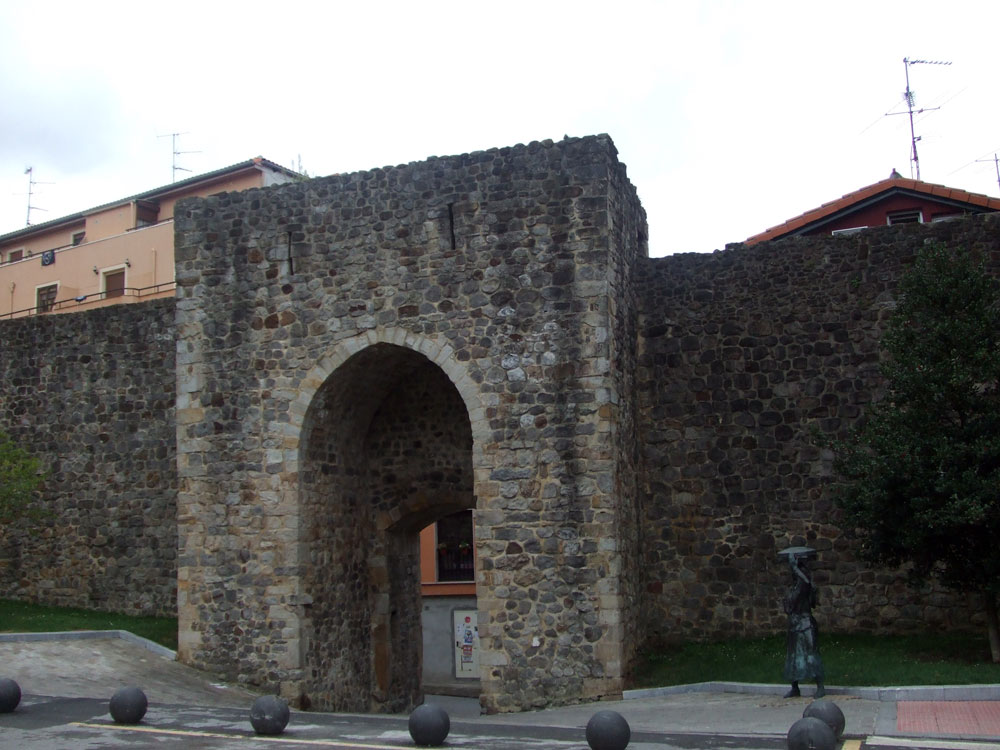
San Juan Muro
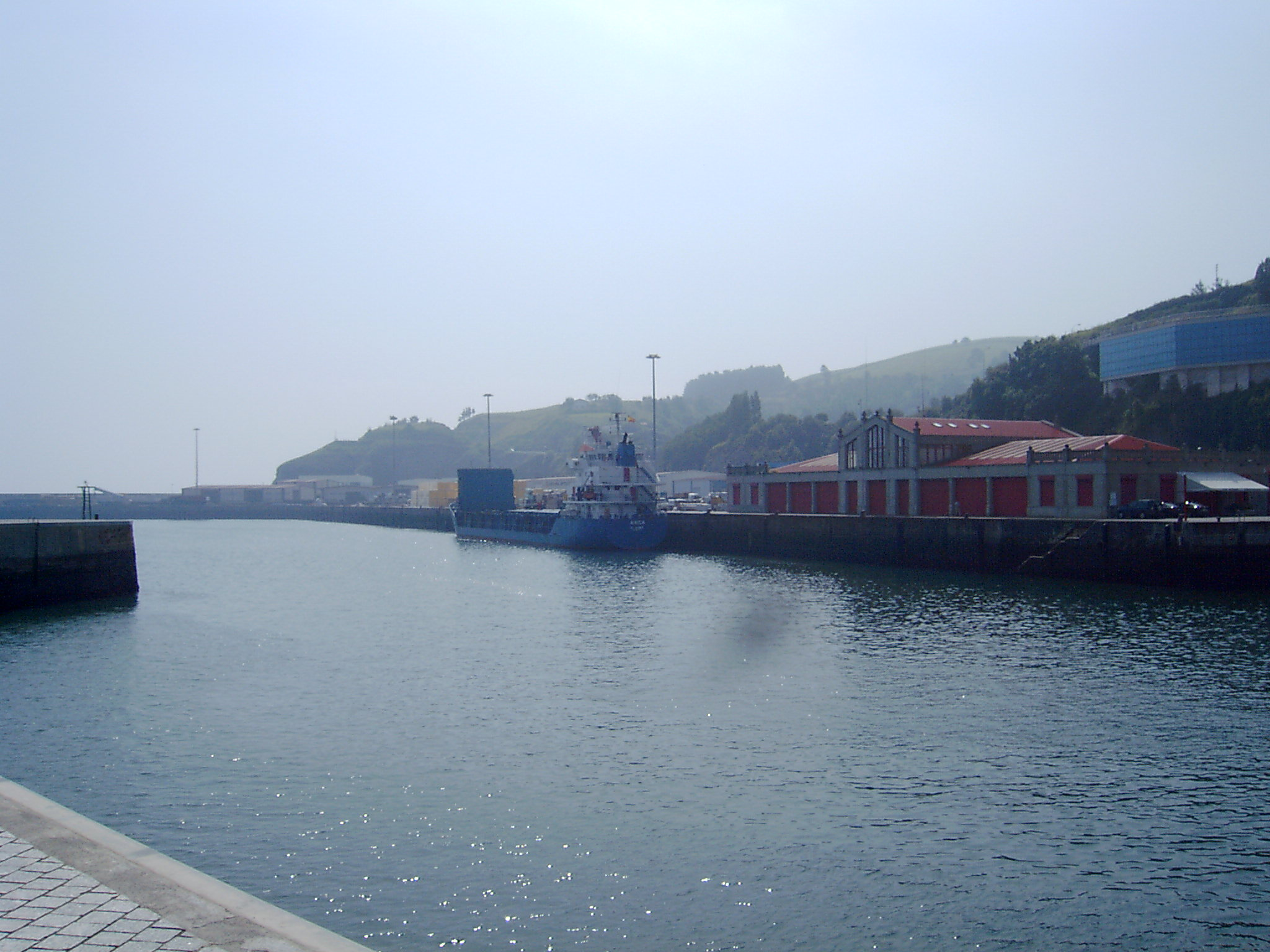
Porto commerciale
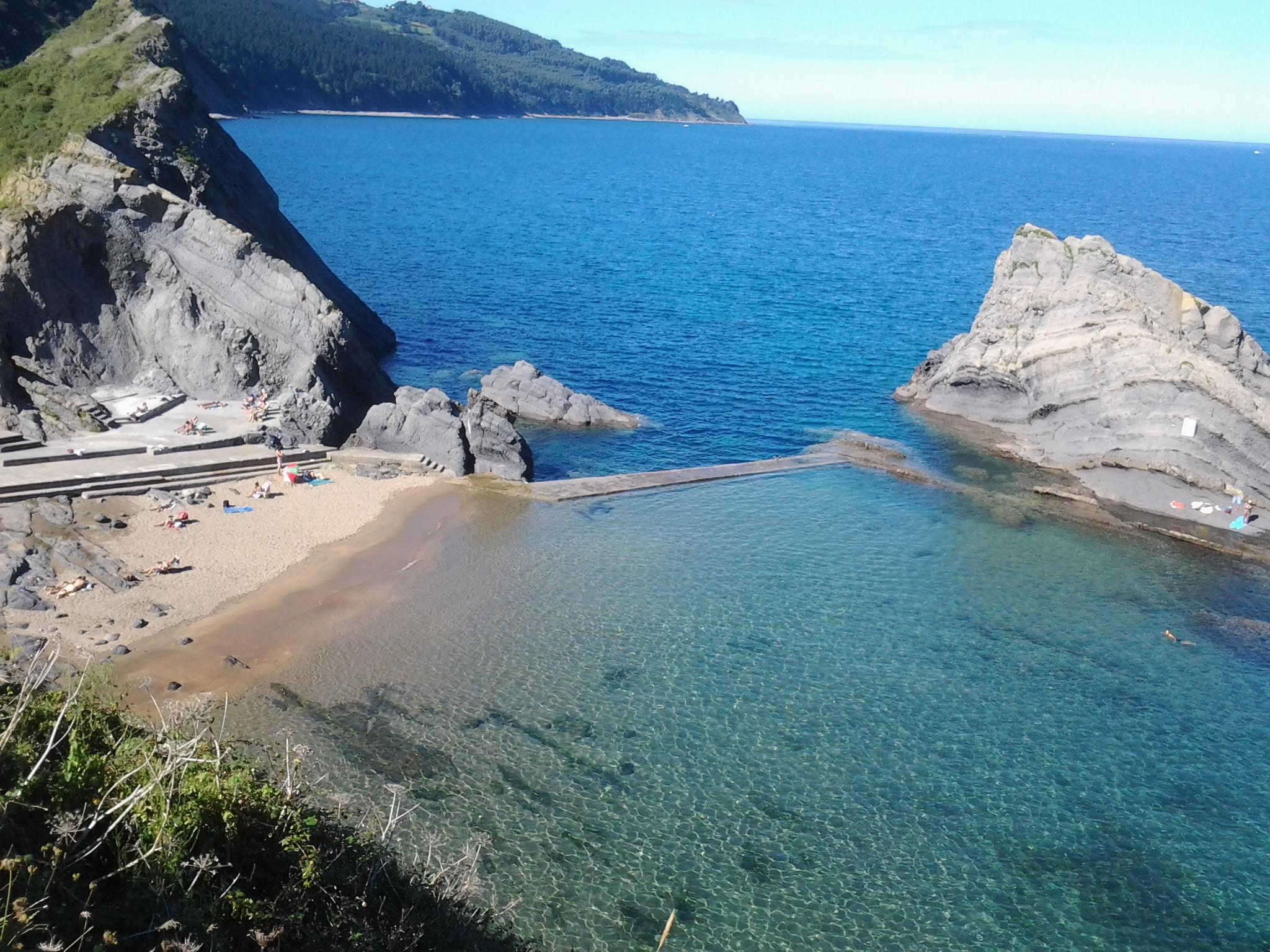
Spiaggia Aritzatxu
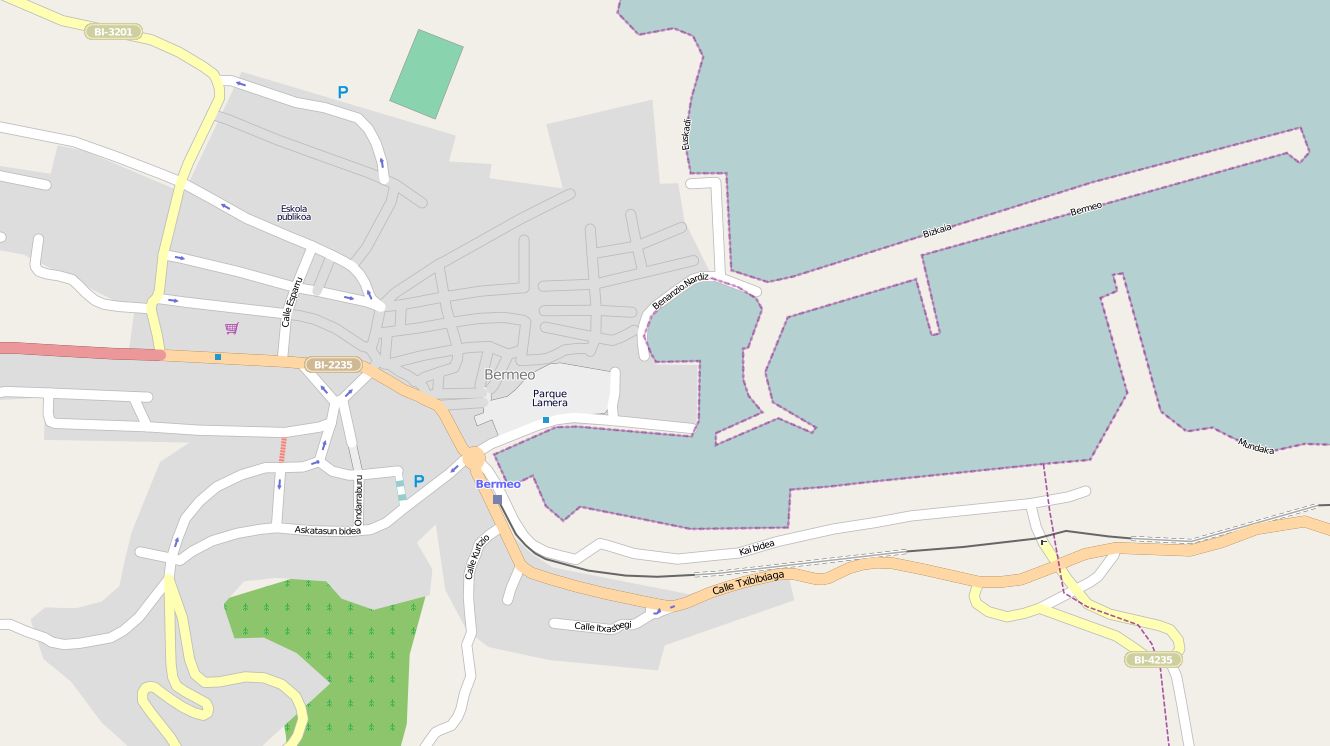
Mappa